# Эвакуационный знак безопасности

Эвакуационный знак «Выход» в соответствии с ISO 7001

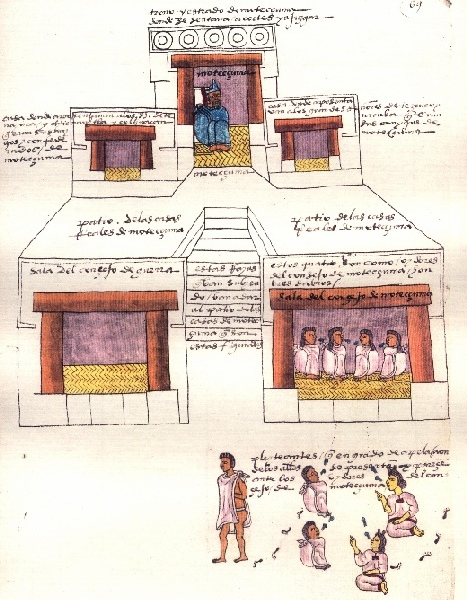
Кодекс Мендоса, в правом нижнем углу изображены дорожки следов

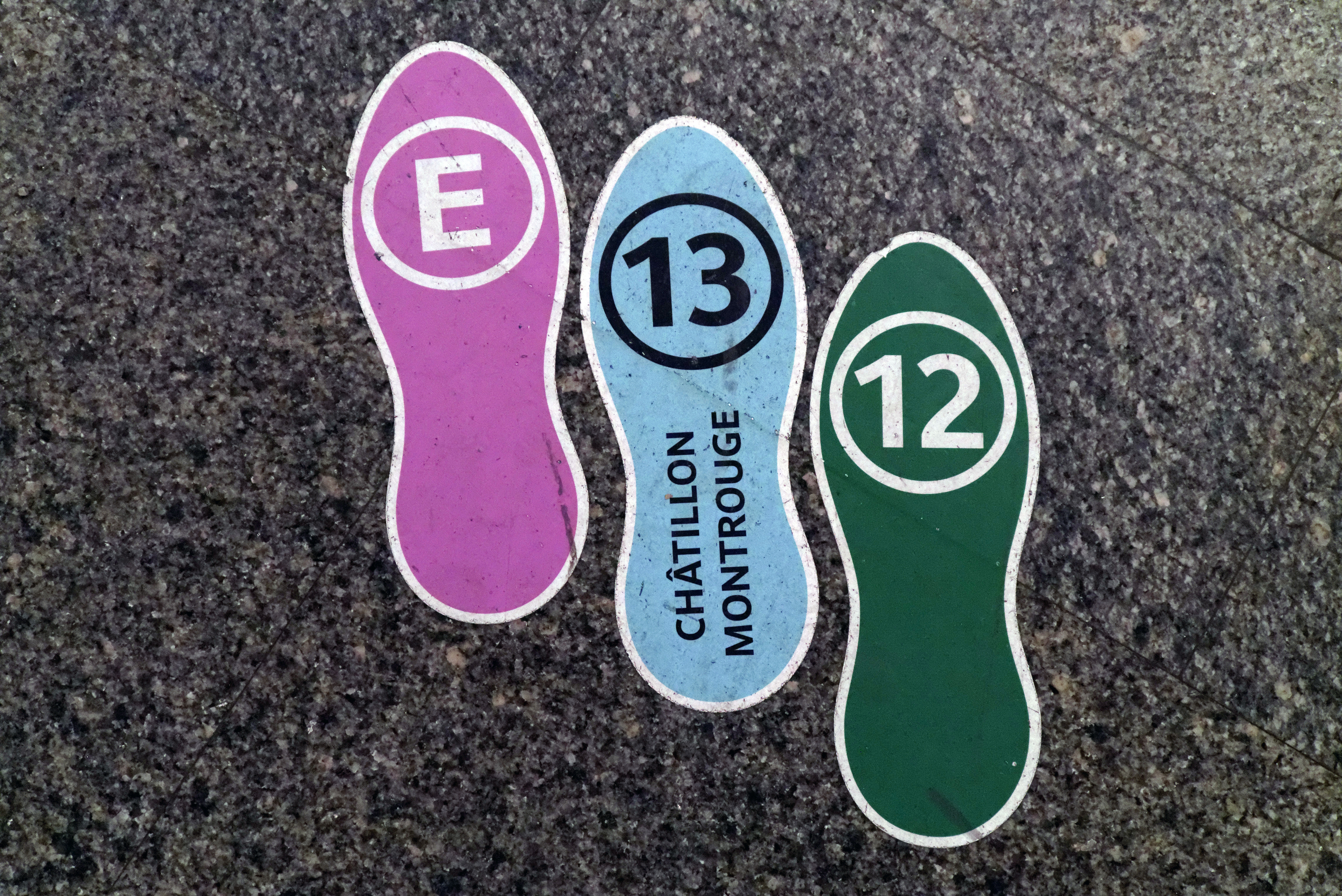
Указатель линий в парижском метро

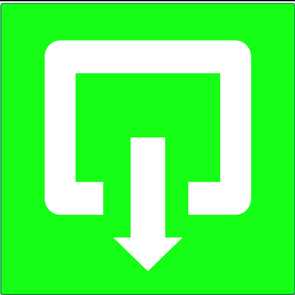
Указатель выхода в виде квадрата со стрелкой

Эвакуационный знак пожарной безопасности (англ. Escape route sign) — изображение и/или надпись, созданная светооптическим прибором, полиграфичесими средствами или нанесенная вручную. Знаки предназначены для регулирования поведения людей при пожаре в целях обеспечения их безопасной эвакуации.:п. 2.7 Освещением знака на путях эвакуации в течение нормативного времени обеспечивается информирование людей о пожаре (в комбинации со звуковыми или речевыми сигналами), в иное время знак информирует о путях и способах эвакуации.:пп. 36, 37 Текстовая или символьная информация на световых пожарных оповещателях является информационными знаками.:пп. 5.1.7, 5.1.8 Информационный знак наносится на материал-носитель:п. 6.1.5 с применением плоттерной резки, переноса изображений, шелкографии, тампопечати и других видов печати, методом нанесения с помощью трафарета и другими методами.:п. 8.1.4
Световые знаки для обозначения выходов, путей эвакуации людей используются в режиме ложного освещения (ранее использовался термин полное затемнение) при световой маскировке, когда освещение и световые знаки мирного времени отключаются.

## Информационные знаки
Из визуальных знаков состоят системы, предназначенные для передачи специальной информации — правил движения, сигналов опасности и др. Визуальные знаки — единичные условные изображения (или их сочетания), закрепленные в сознании человека за реальным объектом или процессом. Визуальные знаки бывают изобразительными, словесными и смешанными. К изобразительным знакам относятся: идеограмма, иконический знак, пиктограмма. Посредством создания специальных знаков и знаковых систем происходит связь человека со средой — четкое и быстрое регулирование процесса пространственной ориентации и поведения. Ведущую роль в восприятии информации от системы знаков принадлежит словесному (вербальному) тексту, который практически всегда сопровождает графическую часть. Для обозначения эвакуационных выходов из автодорожных тоннелей применяются сигнальные огни — световые приборы без надписи или изображения. Они применяются для привлечения внимания людей наряду с установленными указателями выхода. В дизайне одинаковые знаки безопасности, изготовленные промышленным способом, рассматриваются как серии, в том числе серийные тексты.
Знак как техническое средство является пластиной с нанесенной информацией, при необходимости имеющей устройство для освещения. Материальный носитель знака свидетельствует о степени официальности объявления и оказывает непосредственное влияние на его восприятие.:117 Знаки безопасности могут быть несветящимися, световозвращающими и фотолюминесцентными.:п. 6.1.1 Знаки могут использоваться в светящихся объектах — сигнальных источниках света.:п. 5.2.1 Знаки безопасности могут быть с внешним или внутренним освещением поверхности: подсветкой.:6.1.2.3, 6.1.2.4
Указатель (индексный знак) — знак, который физически связан с объектом.

### Метки
Указательные пиктограммы образуют семейство знаков, являющихся одним из самых древнейших. Одним из примеров являются черные отпечатки ступней в ацтекских кодексах, которыми графически указывалось направление движения. Современная пиктограмма "указательная стрелка" происходит от изображения вытянутого указательного пальца.:11, 104 В международном аэропорту, где встречаются люди говорящие на самых разных языках и наречиях, единственный всем понятный язык должен относиться не словесному ряду, а к зрительному. Для мгновенного восприятия большинством людей знак должен быть максимально приближен к начальному жесту, которому он стремится соответствовать. Указатели направлений превращаются в живые жесты, как только человек представляет себя на месте сигнального табло.:193 При этом смысл знаков может остаться для многих непонятным. Одними из таких знаков является обозначение выхода и входа в виде квадрата со стрелкой. Такие знаки требуют время на осмысление, превышающее время принятия решений.:197
За пиктограммой не закреплена конкретная единица языка, её интерпретация возможна на любом языке. Пиктограмма может прочтена как слово, словосочетание, предложение, несколько предложений. Пиктограмма может состоять из одного сложного знака или последовательности простых знаков. В современной культуре пиктограммы используются в указателях как вспомогательное средство общения. Пиктограммы играют важную роль в условиях многоязычия или неграмотности. Существующее в настоящее время идеографическое письмо, состоящее из пиктограмм (китайское), возникло в результате необходимости общения людей, говорящих на разных диалектах и языках. Для идеографического письма требуется набор правил. В случае пиктографии читающий не связан каким-либо правила чтения и определенным набором знаков. Необходимо только похоже изображать предметы и ситуации. Пиктография является рисуночным письмом, в отличие от алфавитного письма, графемы которого образуются совокупностью линий.
Квадратный зеленый знак с бегущим человеком в современном виде был разработан Юкио Ота и был включен в международный стандарт в 1987 году.
Обозначение выхода на китайском языке 出口 состоит из идеограммы 出 — выходить, показываться, вылезать наружу и пиктограммы 口 — рот, губы. 
Фигура человека на светофоре вместо цветовых сигналов впервые появилась в 1961 году в ГДР. Шагающий зеленый человек означал "иди", стоящий с расставленными руками красный означал "стой". Такой визуальный способ регулирования движения был разработан психологом Карлом Пеглау.

### Надписи

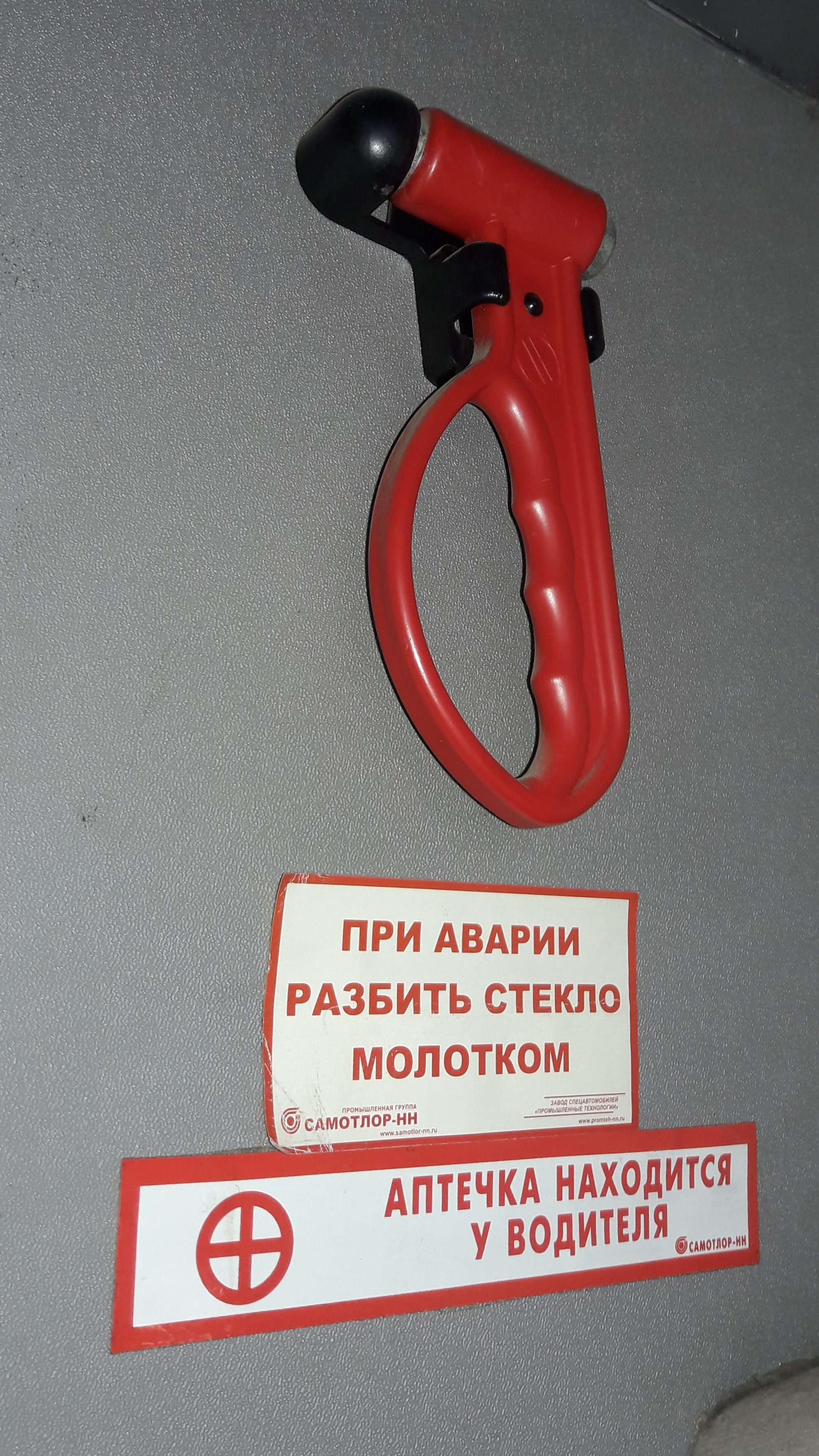
Табличка с правилами использования аварийного выхода в автобусе, специальный молоток для разбивания стекла

Надписи Exit (Выход), Emergency door (Запасный выход), Fire door. Do not block (Пожарный выход. Не блокировать), Запасный выход. Выдерни шнур, выдави стекло:137 рассматриваются лингвистикой как административные объявления.:99 Для успешной реализации побудительного стремления в административном объявлении важны цвет фона и текста, использование изображений.:115  На восприятие влияет место расположения: объявления официального характера располагаются в специально отведенных местах; объявления неформального характера могут располагаться в любом месте.:119
В языкознании устойчивые знаки, имеющие информативно-необходимый характер, называются стандарт, стереотип, клише.
Для русского языка существуют стандартные надписи: Выход, Запасный выход, Аварийный выход,:Прил. И:Прил. Л Газ — уходи!, Газ — не входить! (кроме газа могут быть названия других средств пожаротушения), которые при применении на технических средствах выдают световой сигнал оповещения.
Выход — действие по глаголу выйти; место где происходит такое действие. Для выражения требования с позиции говорящего, которое также применяется в письменной речи, используются сочетания с глаголом Уходи!.:63,64
На станциях метро Санкт-Петербурга указатель Выход переведен Way out. Данный вариант используется в лондонском метро. Достаточно распространенным объявлением является вариант Exit, который понятен многим независимо от владения иностранными языками.

### Цвет
В России и странах СНГ стандартным для эвакуационных знаков является зеленый цвет,:6.3.2 который должен составлять не менее 50% от площади знака. Графический символ и поясняющая надпись должны быть белого цвета. Знаки должны быть ограничены белым кантом.:6.3.3
При отсутствии внешнего освещения цвет знака различается при яркости выше 2 кд/м². При более низкой яркости знака в таких условиях возможно различение графического знака за счёт контрастности изображения.
Вертикальный размер поля пиктограммы знака безопасности в зависимости от дистанции распознавания знака определяется по формуле: h=l/Z, где l — расстояние различения; h — минимальная высота знака; Z — коэффициент равный 100 для знаков освещенных извне и 200 — для знаков освещенных изнутри.:Прил. В

## Подсветка знака
Среди оптических приборов выделяют класс приборов с неизображающими оптическими системами, формирующие требуемый световой поток, но к которым не предъявляются требования к качеству изображения.
Освещение знака безопасности называется подсветка. Она может быть внутренней и внешней. Знак безопасности с внутренней подсветкой является световым указателем.:3.22, 3.23 В целом визуальная сигнализация с использованием знаков (как с подсветкой, так и без) относится к освещению.
Термин подсветка может обозначать как действие по глаголу подсветить, так и подсвечивающее устройство. Подсветка — вид освещения, когда свет направляется таким образом, чтобы выделить объект или часть площади.
Знак безопасности с внутренней подсветкой (световой указатель) является прибором с нанесенным на прозрачное световое отверстие знаком безопасности и источником света внутри. Конструктивно знак с внутренней подсветкой является световодом с буквами, знаками на боковой поверхности. Световоды могут быть полыми и заполненными прозрачным материалом.
Световые пожарные оповещатели, имеющие информационные знаки, должны обеспечивать контрастное восприятие информации при освещенности оповещателя в диапазоне значений от 1 до 500 лк.:6.2.1.16:5.1.8 В законодательстве ЕАЭС освещение знаков пожарной безопасности на путях эвакуации в течение нормативного времени является признаком пожарного оповещателя.:п. 37 При этом в целом для знаков безопасности с внутренней подсветкой используется термин световой указатель.:3.77

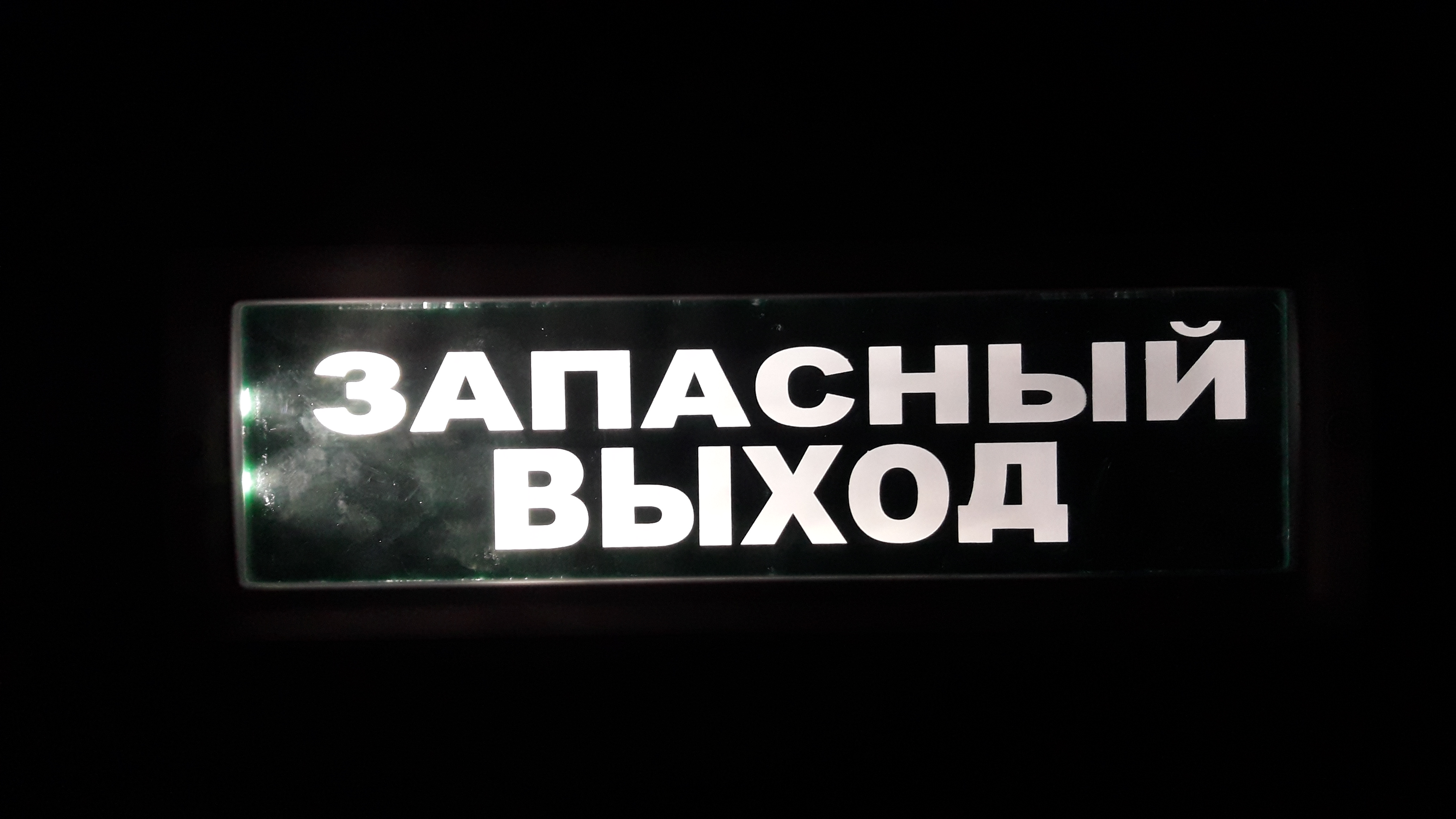
Подсветка сбоку
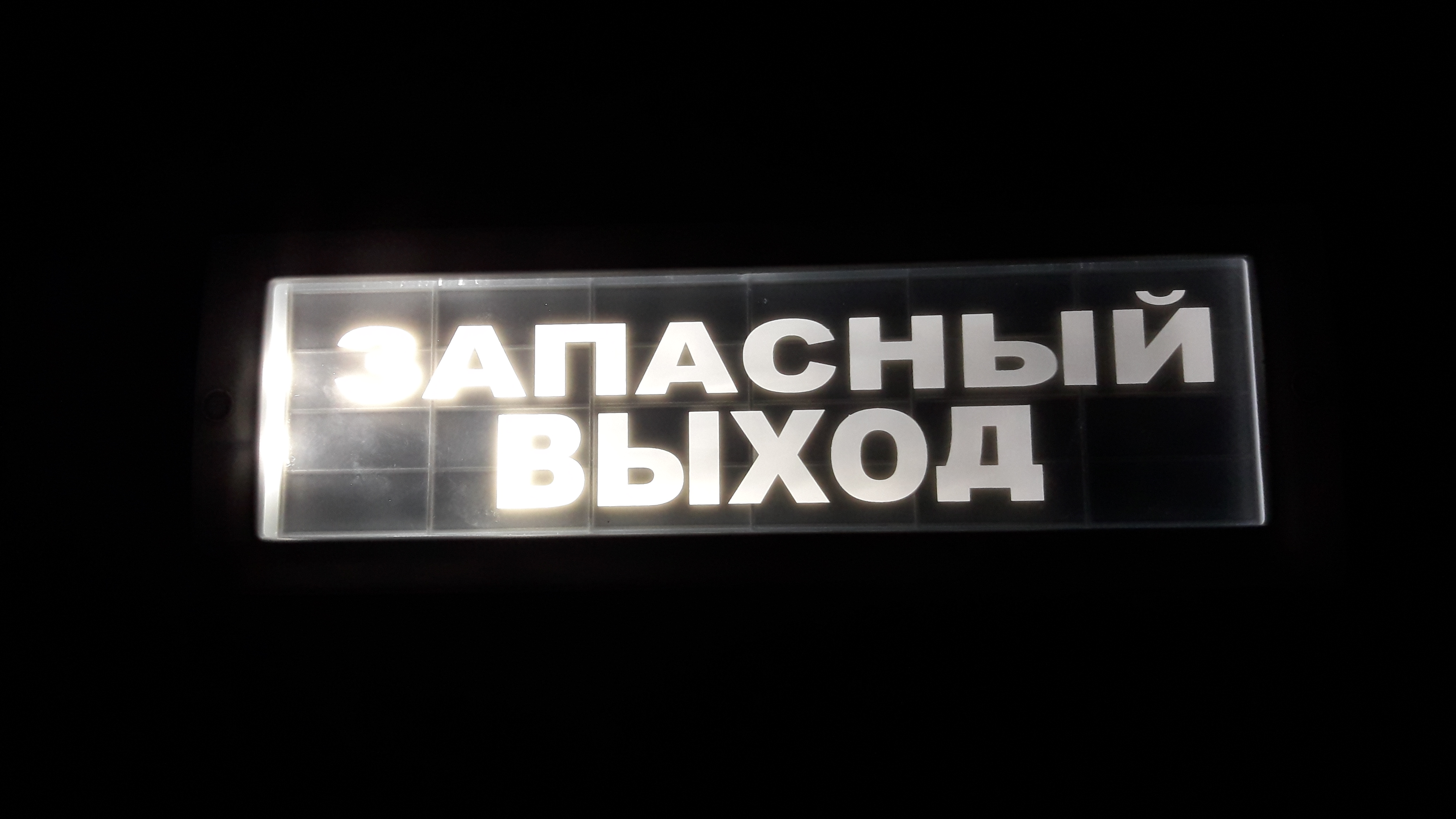
Та же подсветка без картонной зеленой подложки
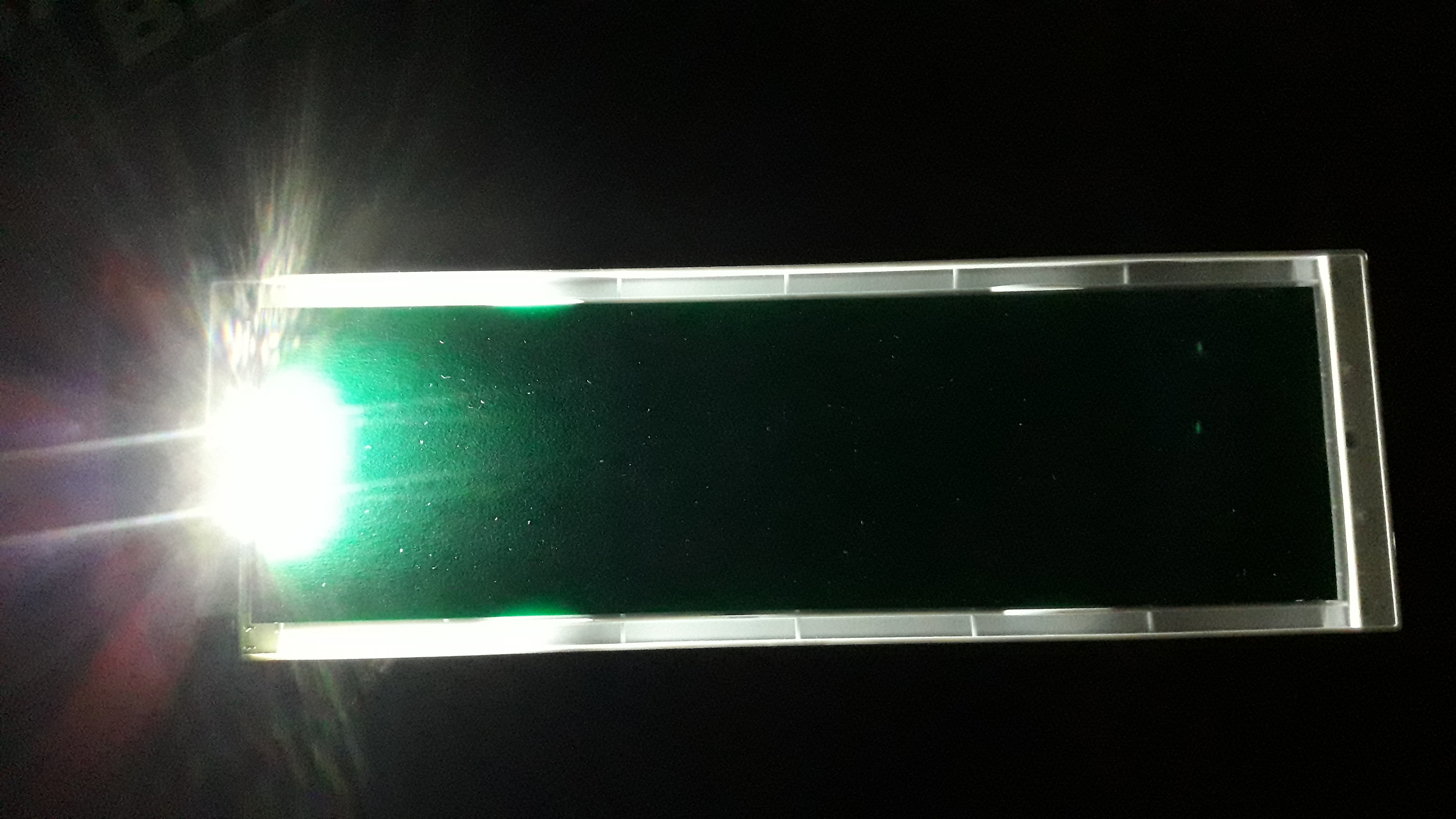
Та же подсветка: корпус и картонная подложка без светопроводящей панели
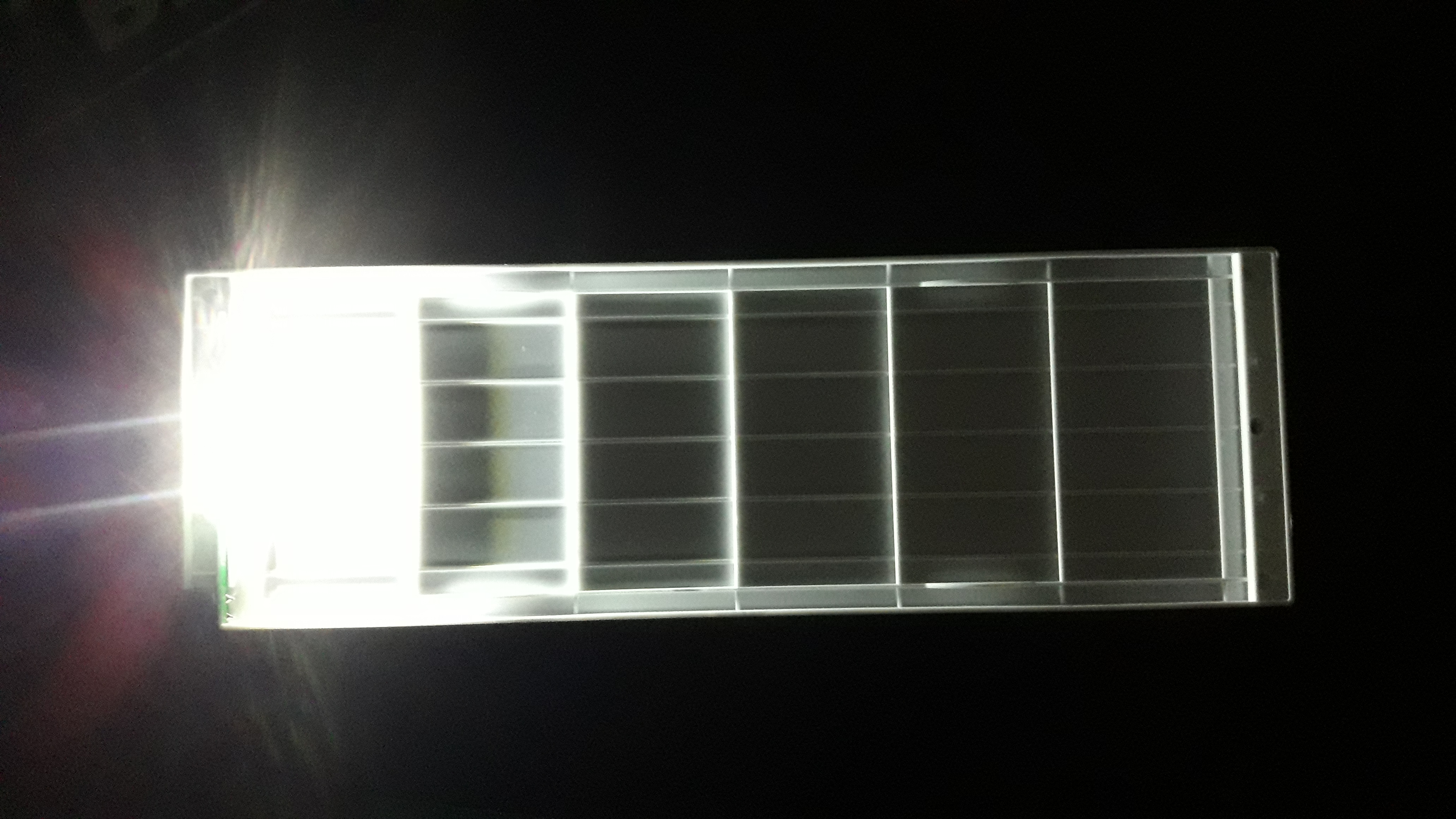
Та же подсветка: только корпус
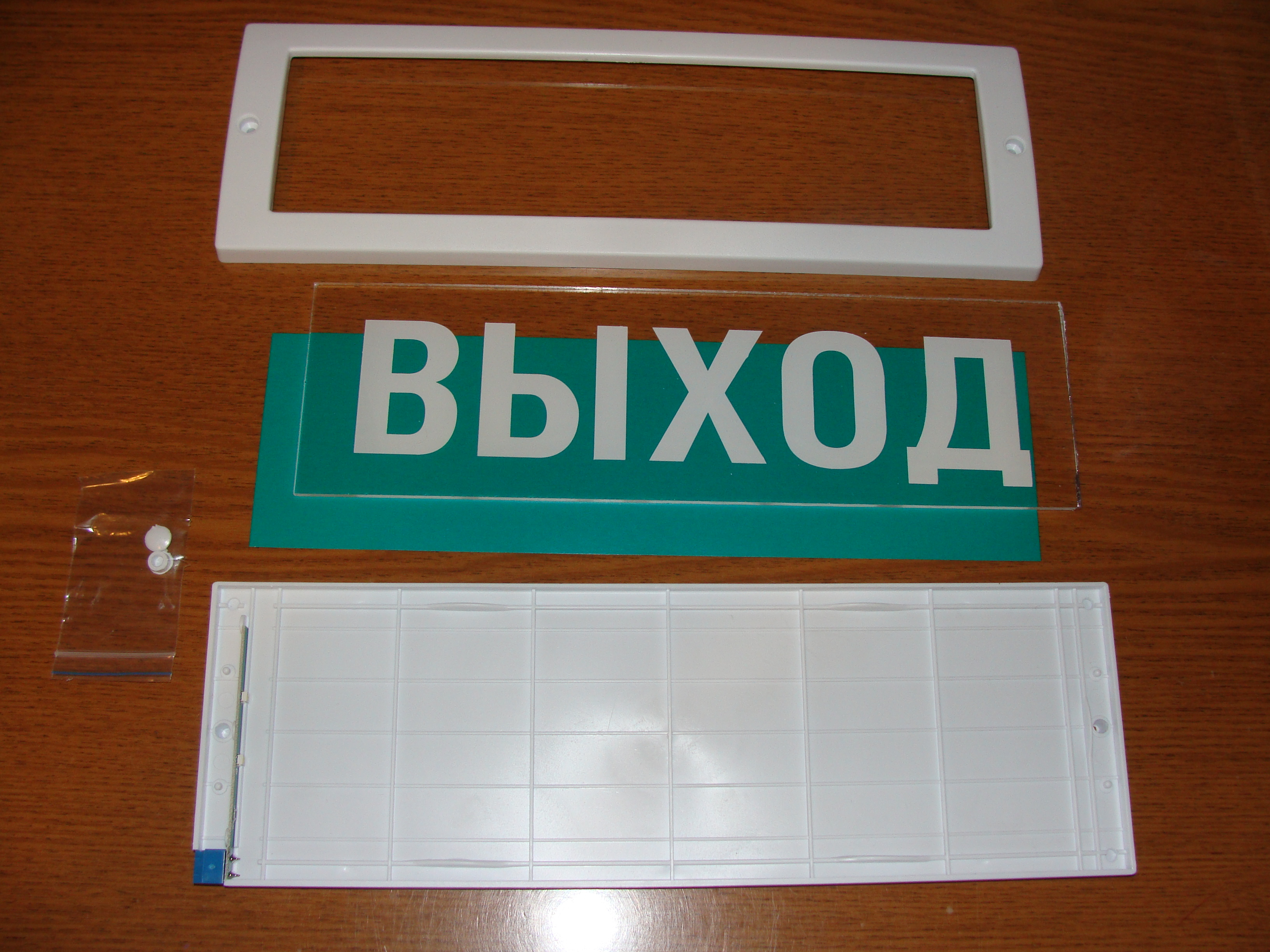
Разобранный на отдельные детали
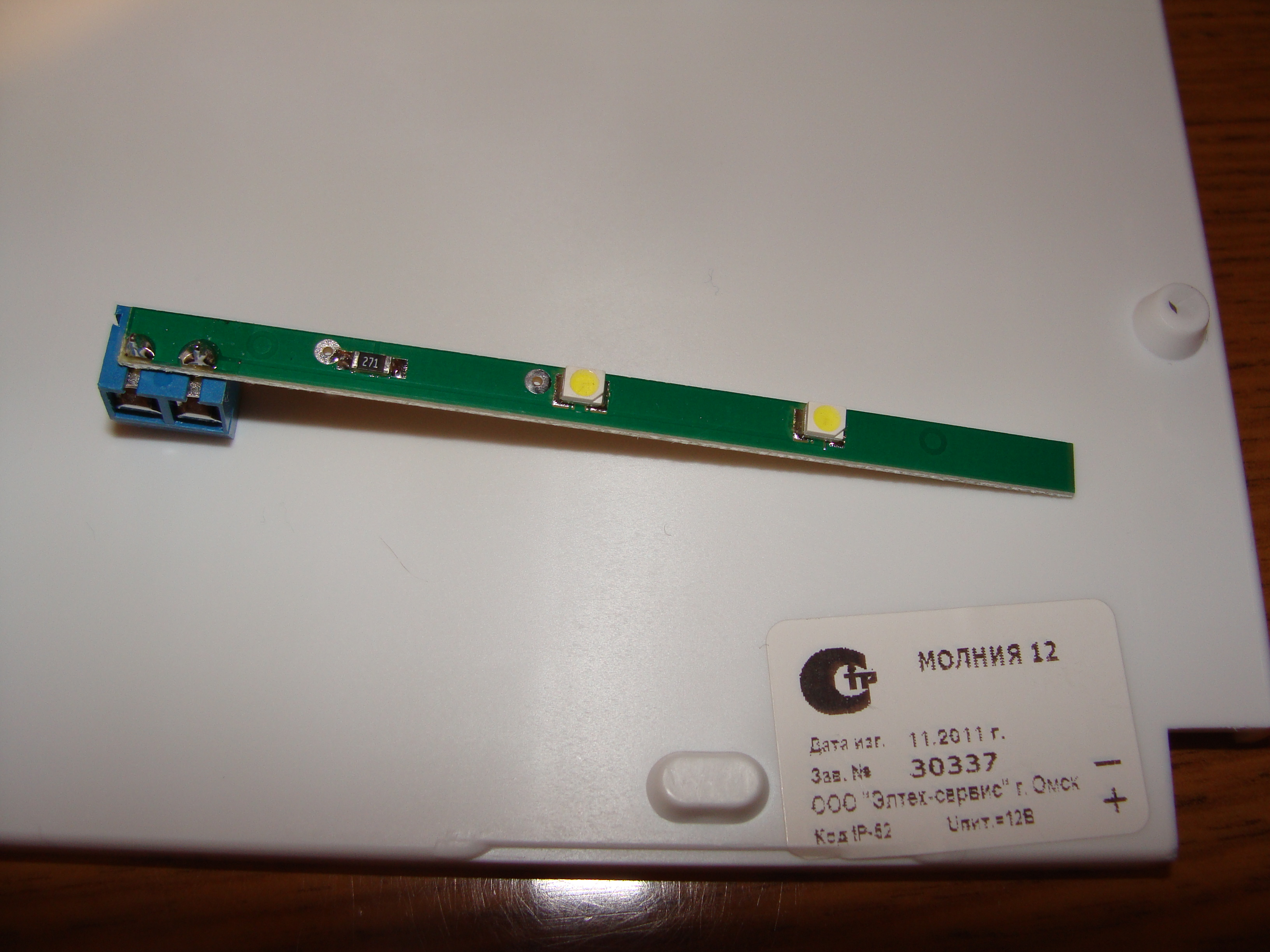
Светодиодная подсветка
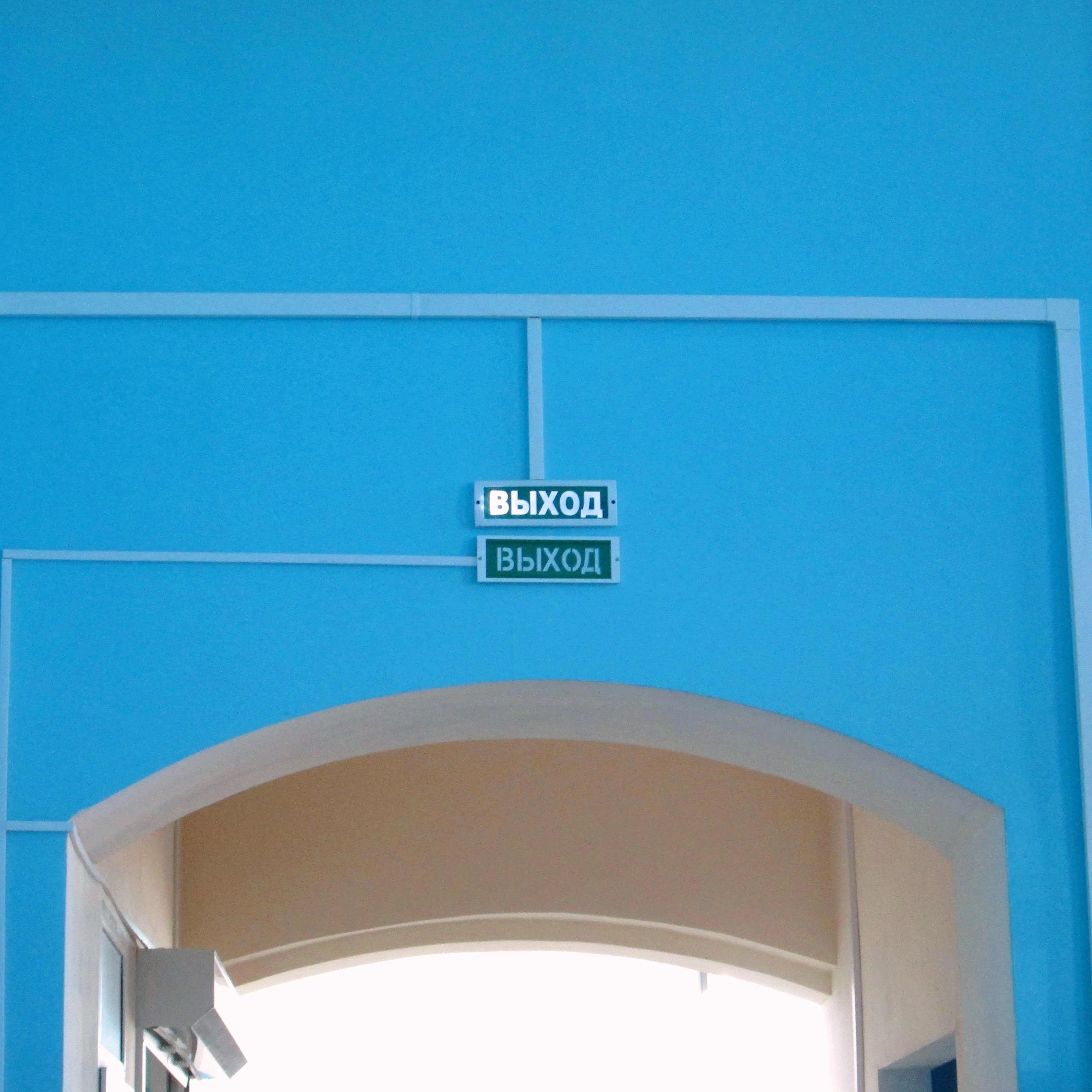
Знаки при внешнем общем освещении светящийся и не светящийся

В СССР знаки пожарной безопасности и указатели эвакуационных и запасных выходов нормативно отличались от других знаков безопасности необходимостью наличия освещения с собственными автономными источниками питания. Для обозначения выходов использовалась надпись белового цвета на зеленом фоне, нанесенная на световое табло. При этом в СССР (в отличие от других государств) световые приборы с автономными источниками питания не выпускались. Необходимость наличия указателей "Выход", имеющих автономные источники питания, в Правила устройства электроустановок была внесена в 2000 году. Ранее указывалось лишь возможность наличия автономных источников питания для световых указателей эвакуационных или запасных выходов. В настоящее время аварийное освещение функционирующее на путях эвакуации при пожаре, аварии и других чрезвычайных ситуациях (в состав которого входят знаки безопасности), должно иметь электропитание от автономных источников.
В 1998 году для технических средств, предназначенных для обеспечения эвакуации и оповещения, ввели термин пожарный световой оповещатель.

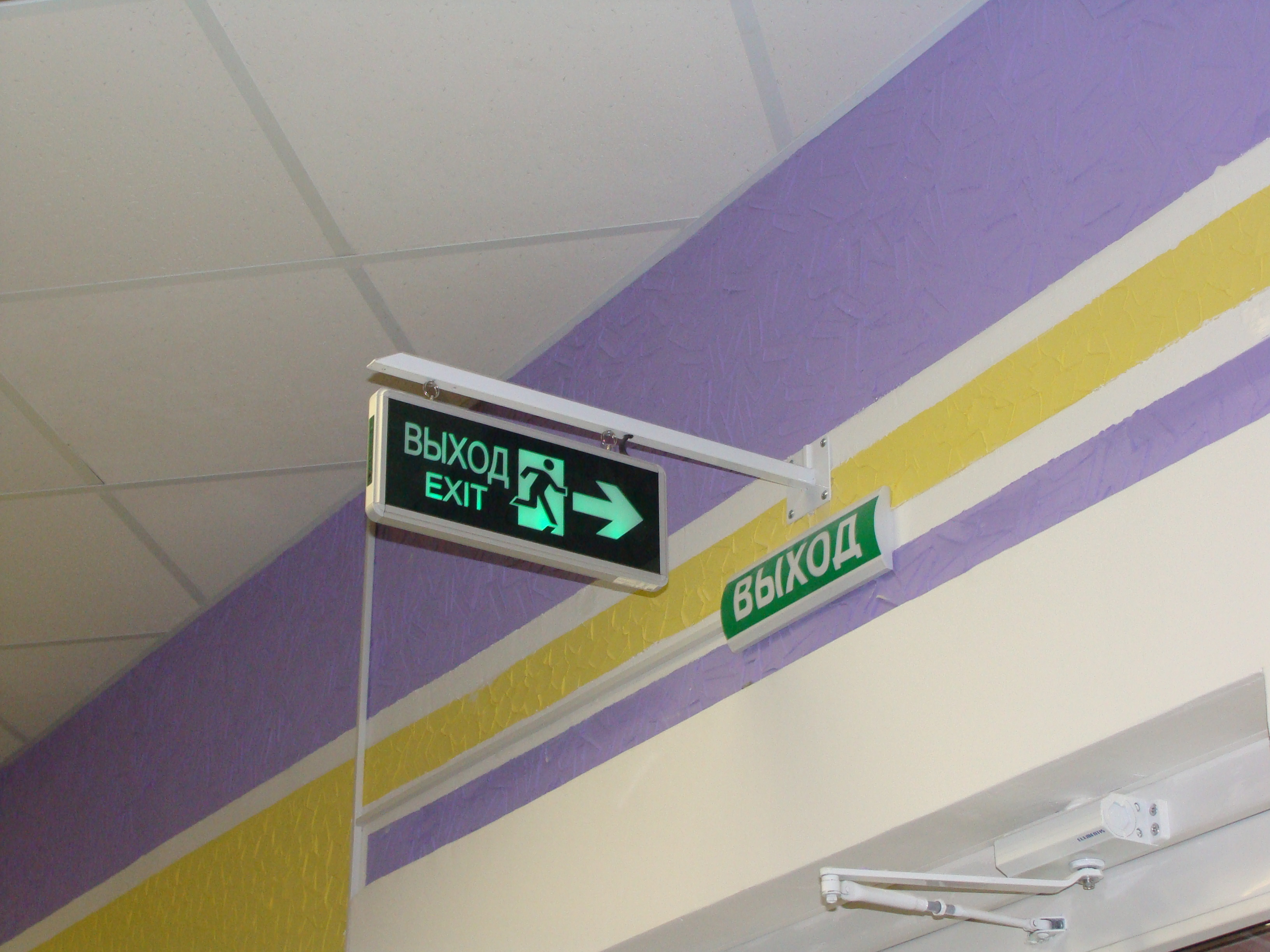
Двухсторнний знак и односторонний
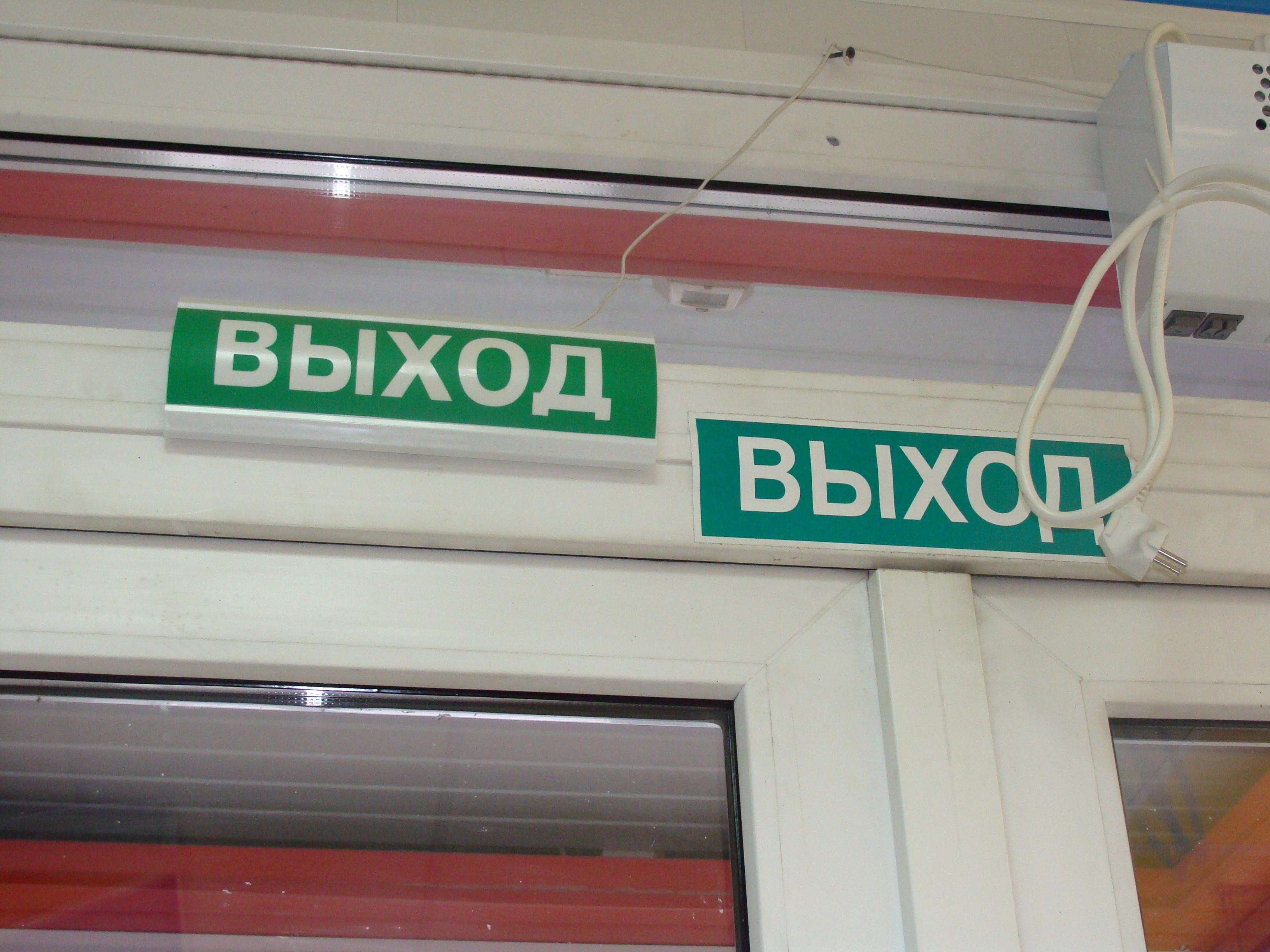
Светодиодная подсветка и фотолюминесцентный знак
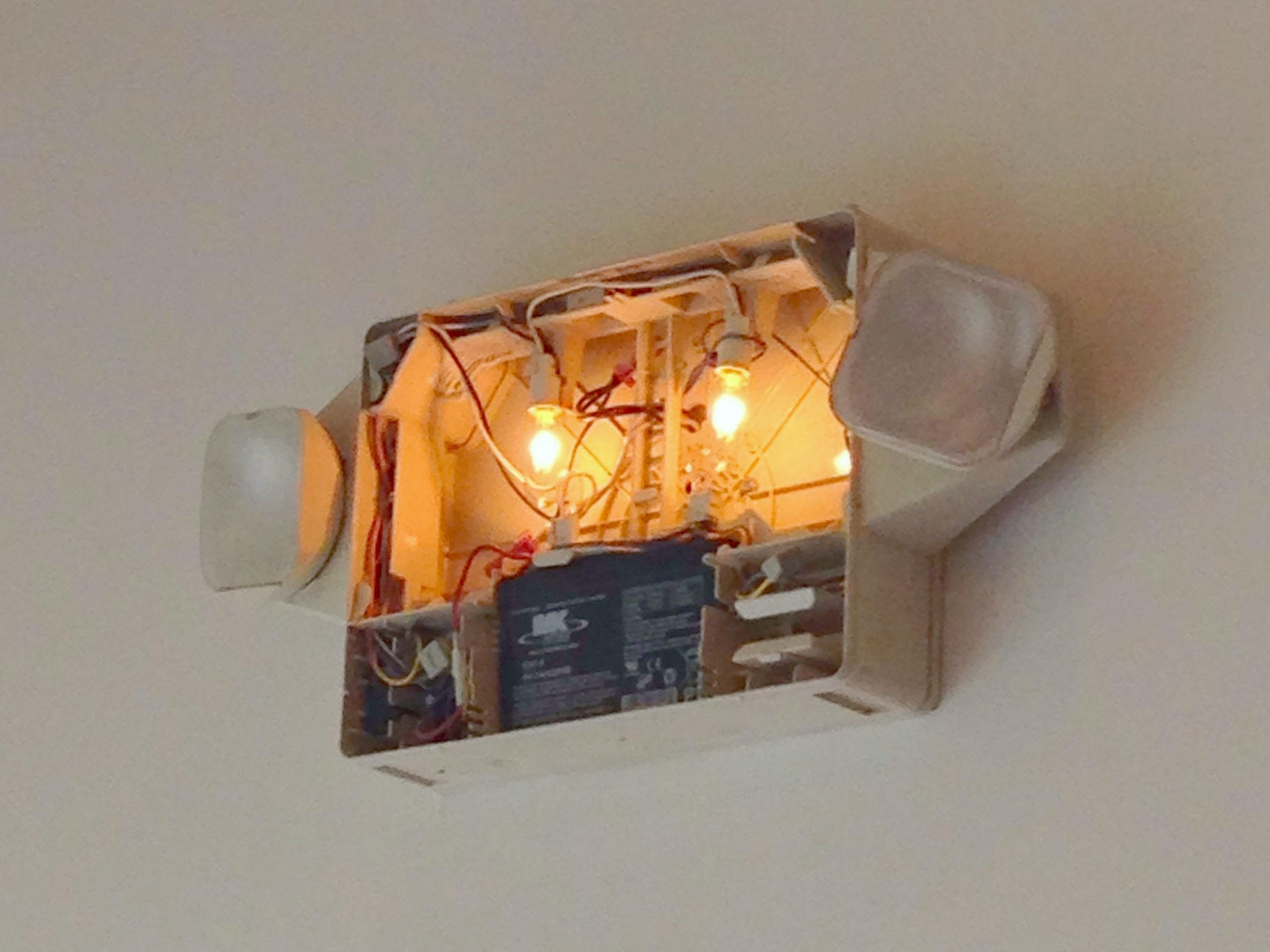
Подсветка с лампами (носитель информационного знака снят), с внешним аварийным освещением и автономным питанием
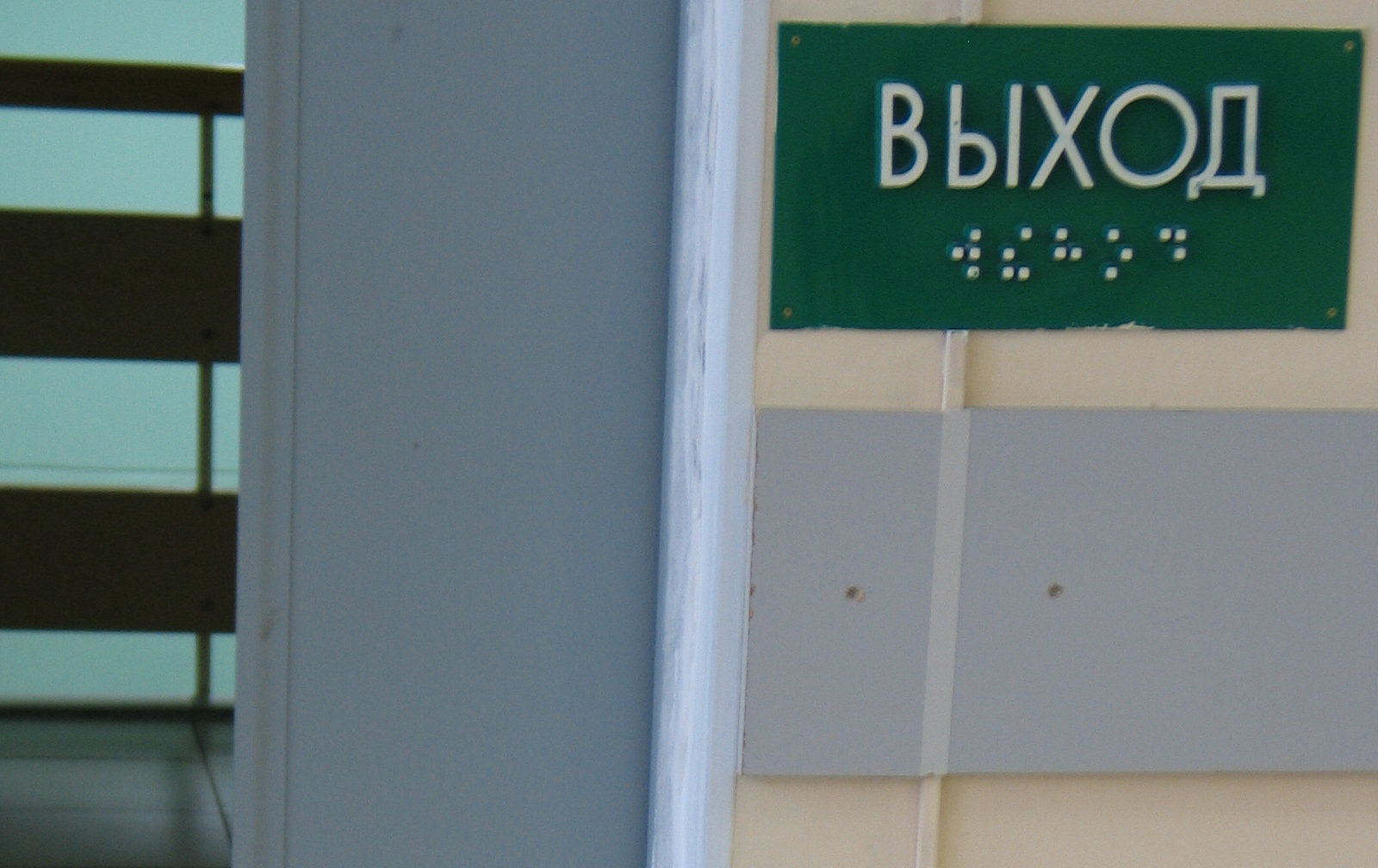
Знак с шрифтом Брайля
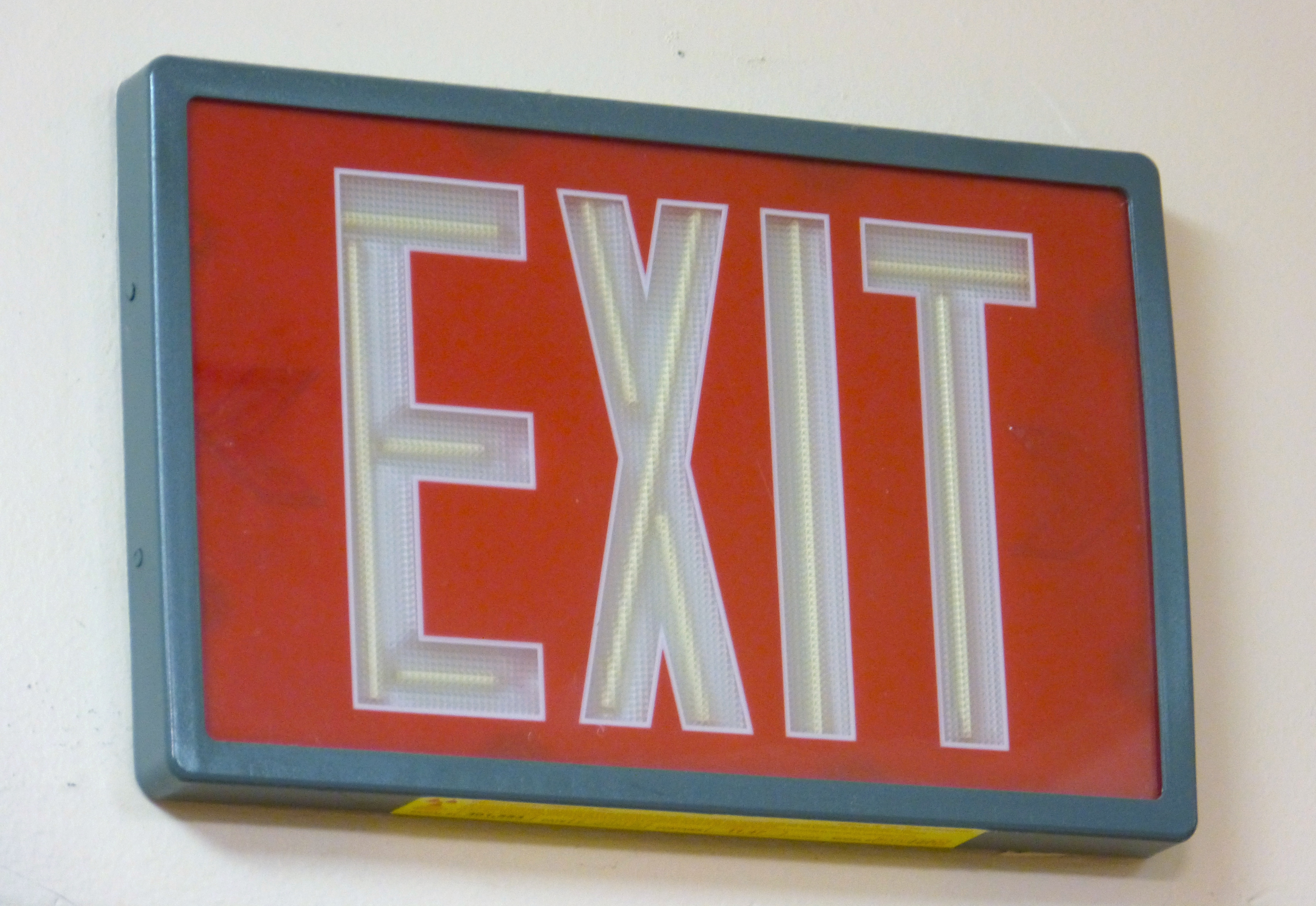
США, знак с тритиевой подсветкой
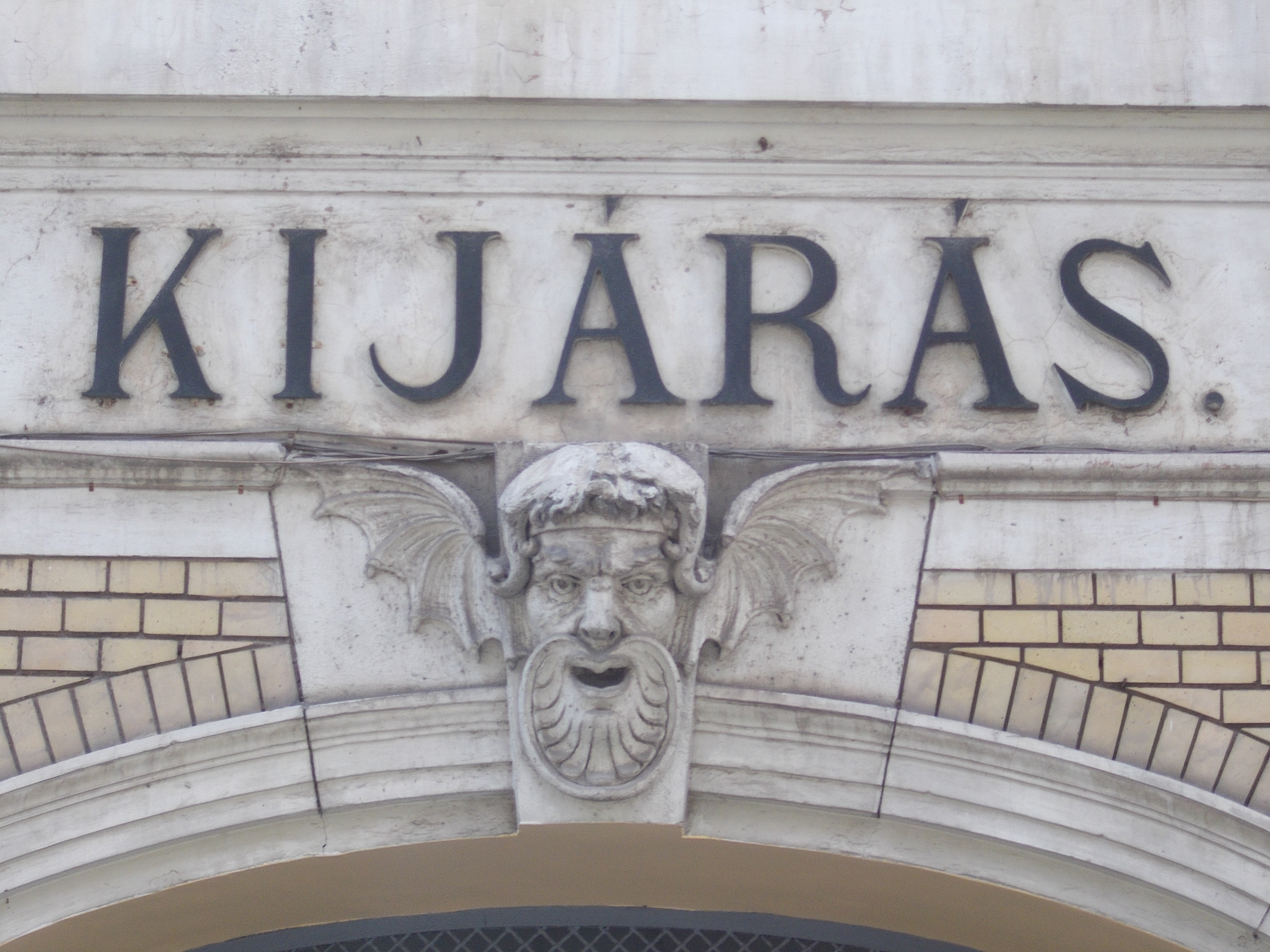
Венгрия, носителем информации является лепнина
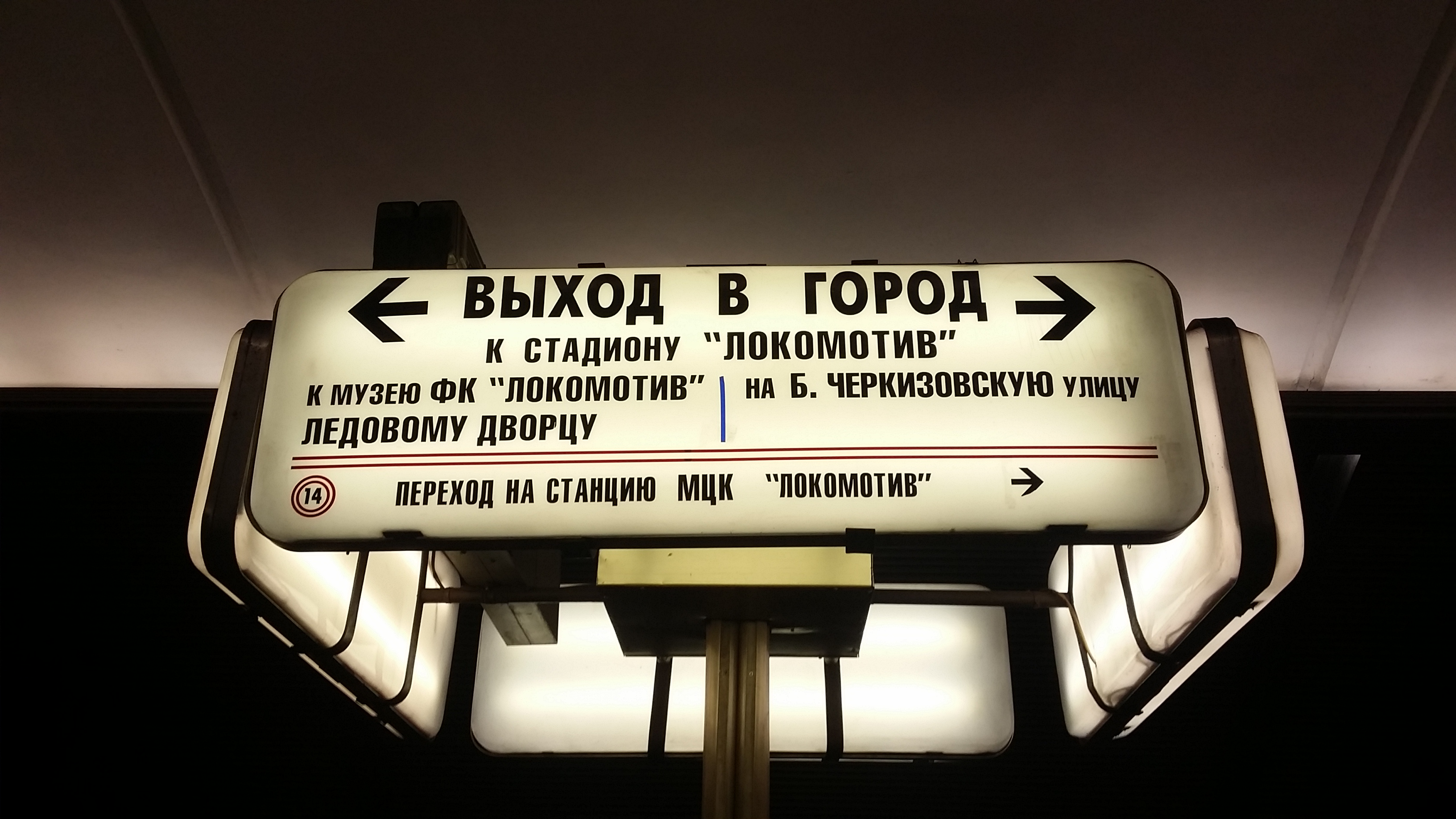
Знаки в московском метро. Знак выхода совмещен со знаками другого назначения
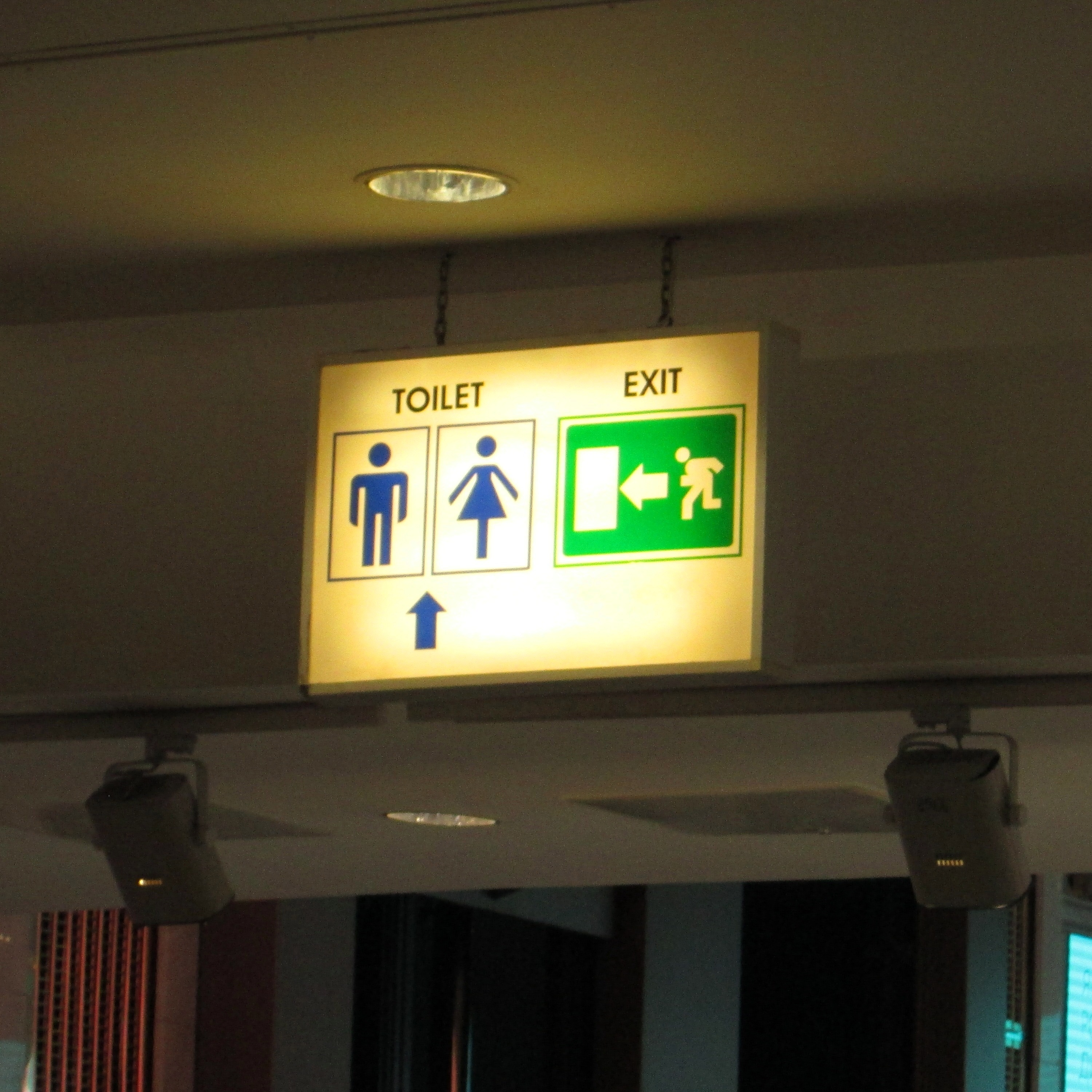
Знак выхода совмещен со знаком туалета в торговом центре Охотный ряд, Москва
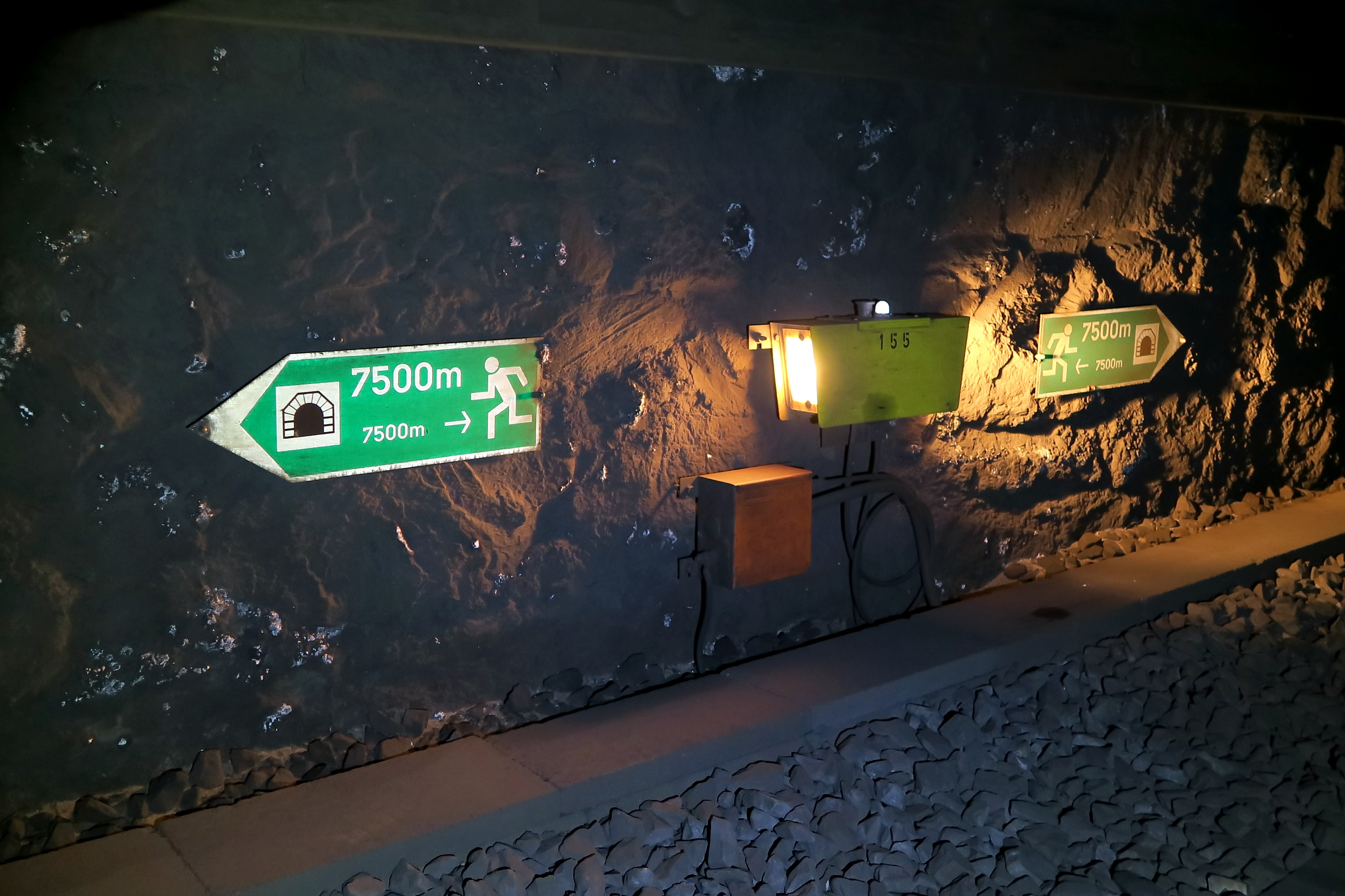
Железнодорожный тоннель. Внешняя подсветка аварийным освещением

## Стандартизация
В общем случае знак является многозначным термином.  Для зданий и сооружений знак (sign) может являться синонимом термина сигнал и означать сообщение, передаваемое с использованием  графического или текстового носителя или их сочетания; также может являться синонимом термина указатель и означать устройство для передачи сигнала.
Знак безопасности — знак, предназначенный для предупреждения человека о возможной опасности, запрещении или предписании определенных действий, а также для информации о расположении объектов, использование которых связано с исключением или снижением последствий опасных и (или) вредных производственных факторов. Термин может обозначать определенное изображение,:п. 3.3. либо техническое средство определенной конструкции.:п. 8.1.2  Термин знак безопасности (safety sign) по EN 1838 соответствует термину указатель по СНиП 23-05-95. Аналогично: знак безопасности с внешней подсветкой (externally illuminated safety sign) — несветовой указатель; знак безопасности с внутренней подсветкой (internally illuminated safety sign) — световой указатель.:427 В стандарте на аварийные светильники safety signs переведено как сигналы безопасности.
В рамках стандартизации в СССР и затем в России до 2001 года для информирования о путях эвакуации использовались предписывающие знаки безопасности. Стандартом 1976 года был предусмотрен квадратный знак зеленого цвета Выходить здесь! с бегущим человеком и дверью. Сигнальный цвет и форма соответствовали другим предписывающим знакам. Светящаяся надпись Выход белого цвета на зеленом фоне обозначала эвакуационный или запасной выход и относилась к указательным знакам. После изменения стандарта в 1986 году знак Выходить здесь остался единственным зеленым квадратным знаком. Было предусмотрено его применение на путях эвакуации с дополнительной указательной стрелкой. Над входной дверью, а также над дверью эвакуационного выхода допускалось применять светящуюся надпись Выход белого цвета на зеленом фоне. В измененном стандарте знаки были указательными. В 1997 году в нормами пожарной безопасности введен термин знаки для использования на путях эвакуации.  С 2001 года в рамках стандартизации в России были введены эвакуационные знаки безопасности.:Прил. И
Международный стандарт ISO 3864-1:2011 для знаков безопасности, указывающих пути эвакуации, размещение защитного оборудования или приспособлений или обязательную последовательность действий использует термин знак условия безопасности (safe condition sign). ISO 30061:2007 использует термины exit sign для знаков эвакуационного выхода, direction escape route sign для знаков направления на путях эвакуации и escape route sign в целом для эвакуационных знаков.
ISO 7001 предусматривает знак «Выход» для указания и обозначение места выхода или маршрута, рекомендуемого для того, чтобы выйти из какого-либо помещения.
Различные документы также регулировали терминологию: 
- ВСН 19-74 "Инструкция по проектированию электрооборудования общественных зданий массового строительства" требовала для обеденных залов, залов заседаний и других помещений, рассчитанных на одновременное пребывание более 100 человек, выходы из магазинов с торговыми залами площадью более 180 м²(при самообслуживании более 110 м²) установку световых указателей, присоединенных к сети аварийного освещения;
- СН 543-82 указывал необходимость надписи "Выход" на световых указателях. Появились световые указатели со встроенными автономными источниками питания, присоединяемые к сети рабочего освещения.
- НПБ 104-95 "Проектирование систем оповещения людей о пожаре в зданиях и сооружениях" ввели термины «светоуказатели "Выход"» и «светоуказатели направления движения», одновременно в нём использовался термин «световой указатель»;
- СНиП 23-05-95 "Естественное и искусственное освещение" использовался термин "указатели выходов";
- НПБ 104-03 «светоуказатели "Выход"» заменил на «световые оповещатели "Выход"»;
- Технический регламент о требованиях пожарной безопасности требует: «для обеспечения безопасной эвакуации людей должны быть:… организованы оповещение и управление движением людей по эвакуационным путям (в том числе с использованием световых указателей, звукового и речевого оповещения)».[59]
- СП 3.13130.2009 использует только термин «оповещатели».

## Влияние дыма
Согласно ГОСТ 12.1.004-91 «Пожарная безопасность. Общие требования», предельной видимостью в результате задымления считается расстояние в 20 метров. Отсюда и вытекает минимальное нормативное расстояние для световых пожарных оповещателей — 20 метров.
При пожарах с сильным задымлением 60 % людей пытаются пройти сквозь дым. Путь пройденный ими в задымленной атмосфере составляет немногим более 10 м. Из этого следует, что расстояние между указателями на путях эвакуации должно быть не более 15 м.:с. 97
В основном дым скапливается у потолка, где он может мешать различимости высоко расположенных знаков безопасности. Для случаев, когда дым является важнейшим фактором, знаки безопасности, указывающие безопасный путь эвакуации должны дополнительно располагаться у пола. Не должны использоваться знаки безопасности, освещаемые извне. Яркость любой зоны цветной поверхности знаков, указывающих безопасный путь эвакуации должна быть не менее 10 кд/м² (для знаков у которых не учитывается влияние дыма в аварийном режиме яркость должна быть 2 кд/м²:п.10.3.1), при этом должна исключаться яркостная перегрузка.:п.11
Отдельные исследования указывают, что указатель, снабженный собственной внутренней подсветкой, может быть виден на расстоянии в 2,5 раза большем, чем освещаемый наружным источником.
При показателе ослабления задымленного воздуха меньше 0,2 м−1 (расстояние предельной видимости 12 м) и отсутствии освещения на расстоянии 2 м фотолюминесцентные знаки соответствующие ТУ 26662-001-0115261591-2010, ГОСТ Р12.2.143-2002, хорошо различимы первые 2 минуты, далее их различимость резко падает. При показателе ослабления больше 0,3 м−1 (расстояние предельной видимости 5 м) фотолюминесцентные знаки практически не видны.

## Эвакуационные знаки по ГОСТ 12.4.026-2015

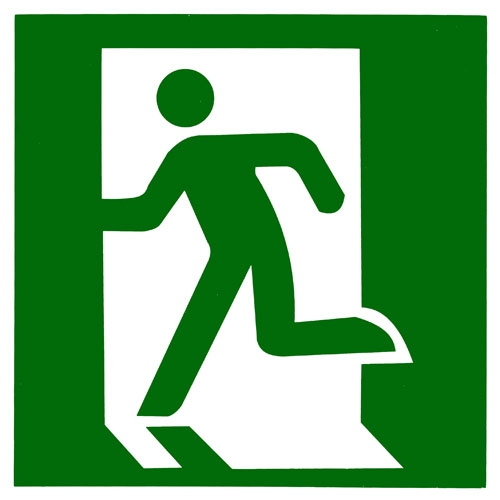
Е 01-01 Выход здесь. Левосторонний
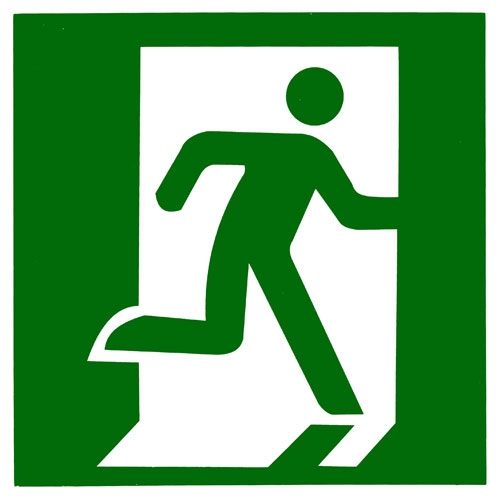
Е 01-02 Выход здесь. Правосторонний
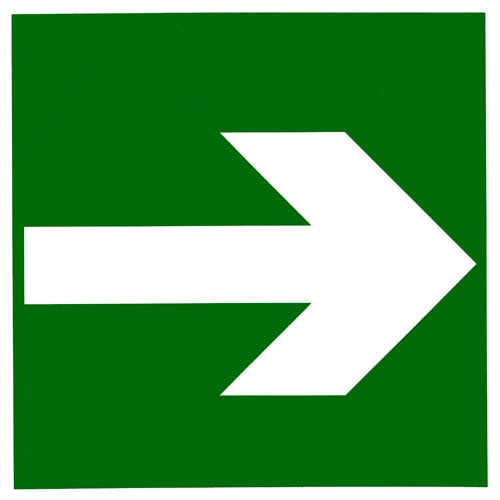
Е 02-01 Направляющая стрелка
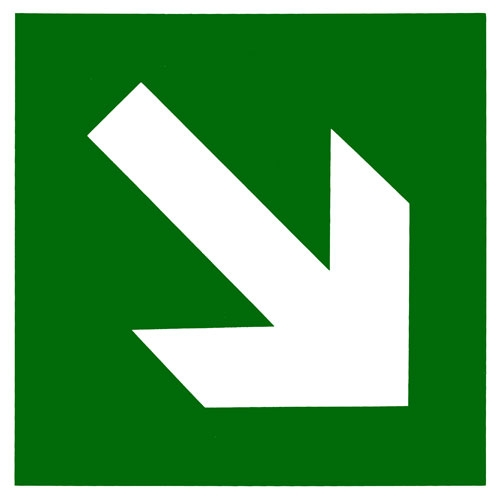
Е 02-02 Направляющая стрелка под углом 45°
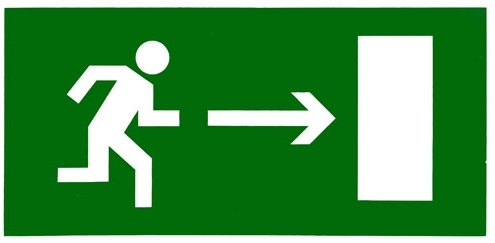
Е 03 Направление к эвакуационному выходу направо
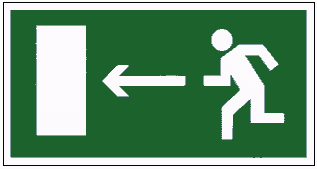
E 04 Направление к эвакуационному выходу налево

## Знаки безопасности ISO 7010/Safe condition sign ISO 7010

E001 Аварийный выход (налево)/Emergency exit (left hand)
E002 Аварийный выход (направо)/Emergency exit (right hand)
E002 Аварийный выход (направо) + стрелка 1/Emergency exit (right hand) + arrow 1
E002 Аварийный выход (направо) + стрелка 2/Emergency exit (right hand) + arrow 2
E007 Сборный пункт эвакуации/Evacuation assembly point
E016 Аварийное окно со спасательной лестницей/Emergency window with escape ladder
E017 Окно спасения/Rescue window
ISO 7010 Знак безопасности стрелка 1/Safe condition arrow 1
ISO 7010 Знак безопасности стрелка 2/Safe condition arrow 2

## Дорожные знаки

Аварийный выход (Россия)
Аварийный выход (Россия)
Направление движения к аварийному выходу (Россия)
Направление движения к аварийному выходу (Россия)
Италия
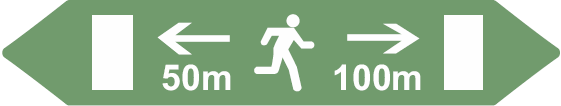
Люксембург

## Варианты исполнения

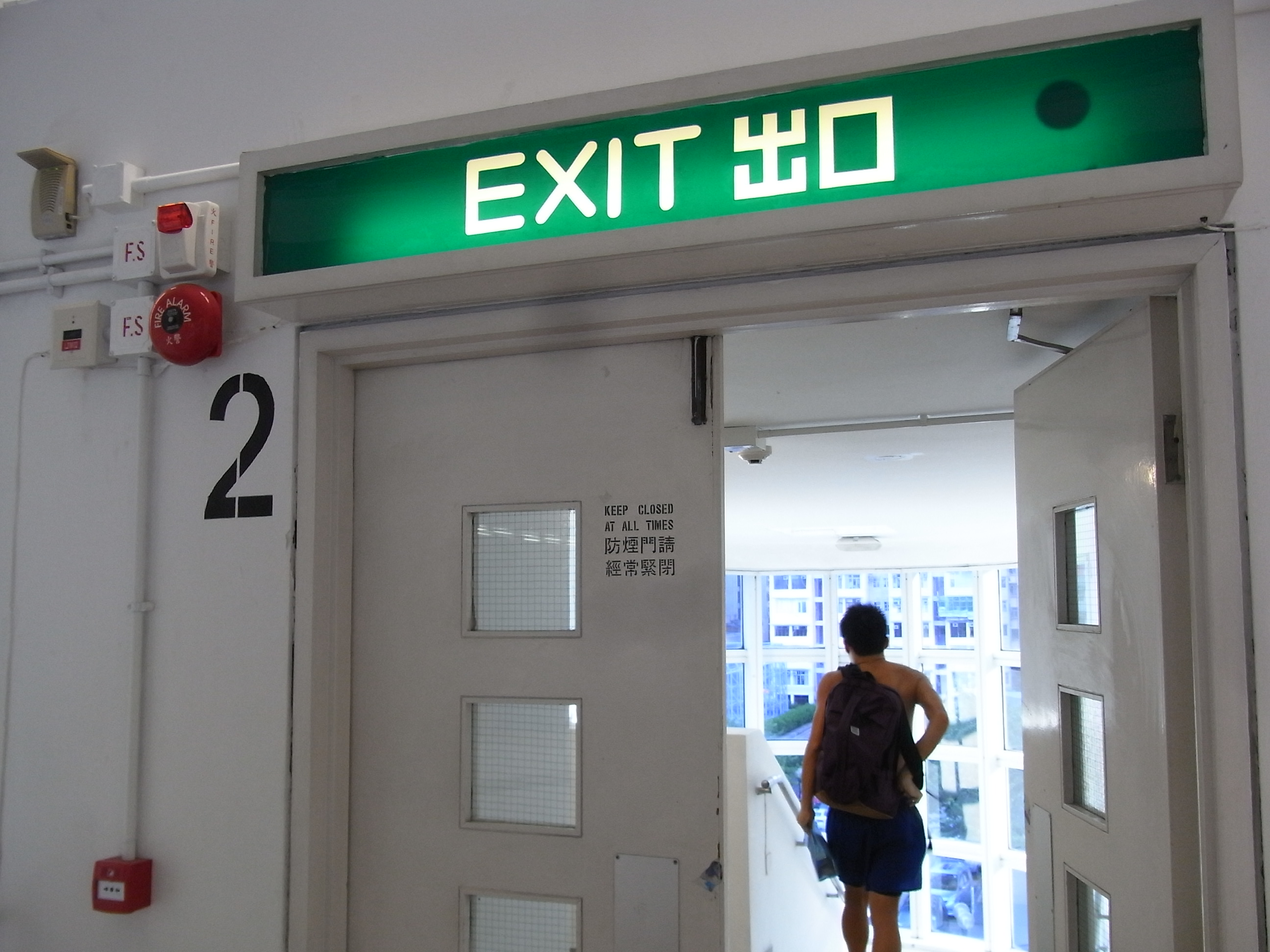
Гонконг
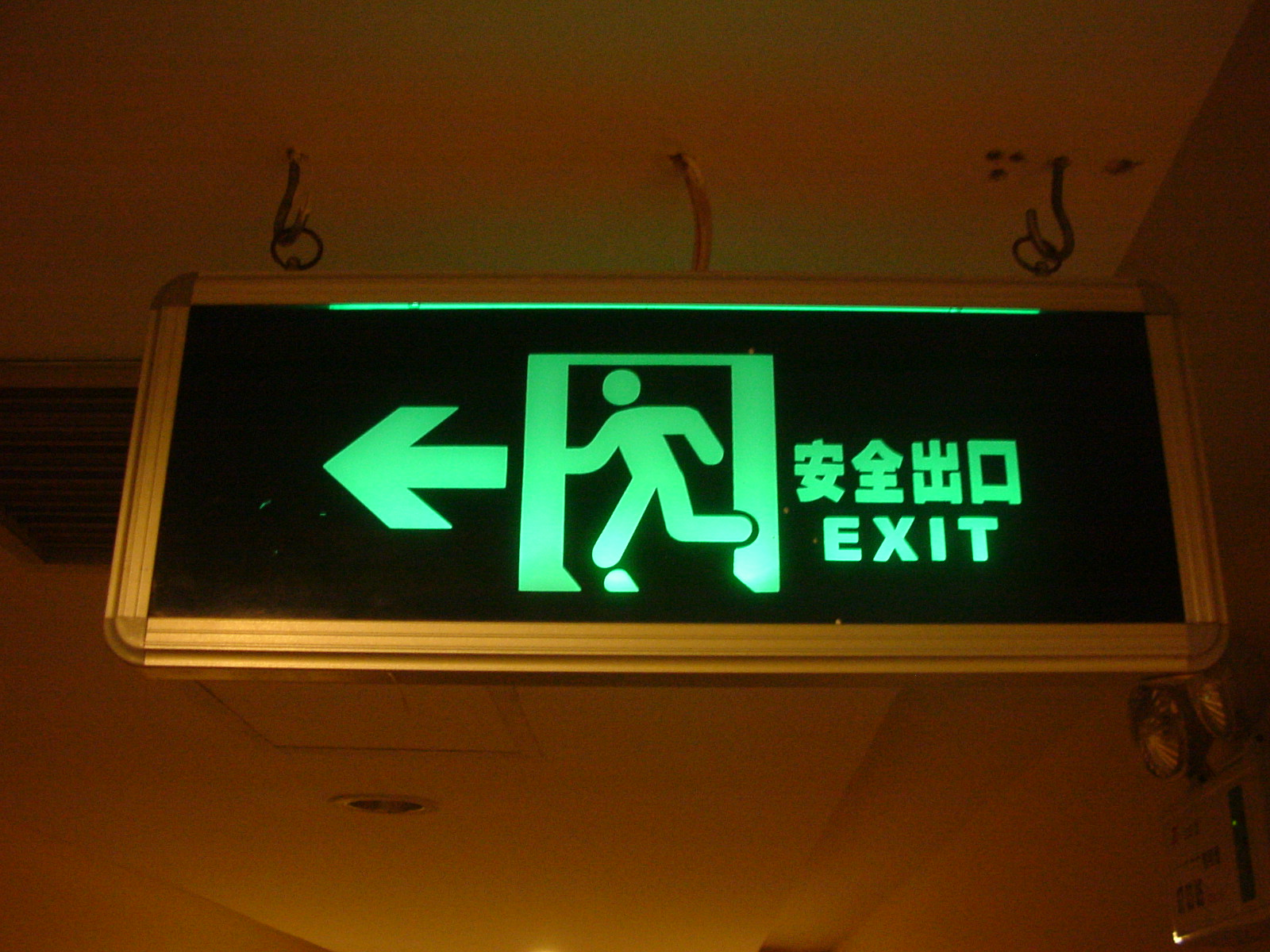
Китай
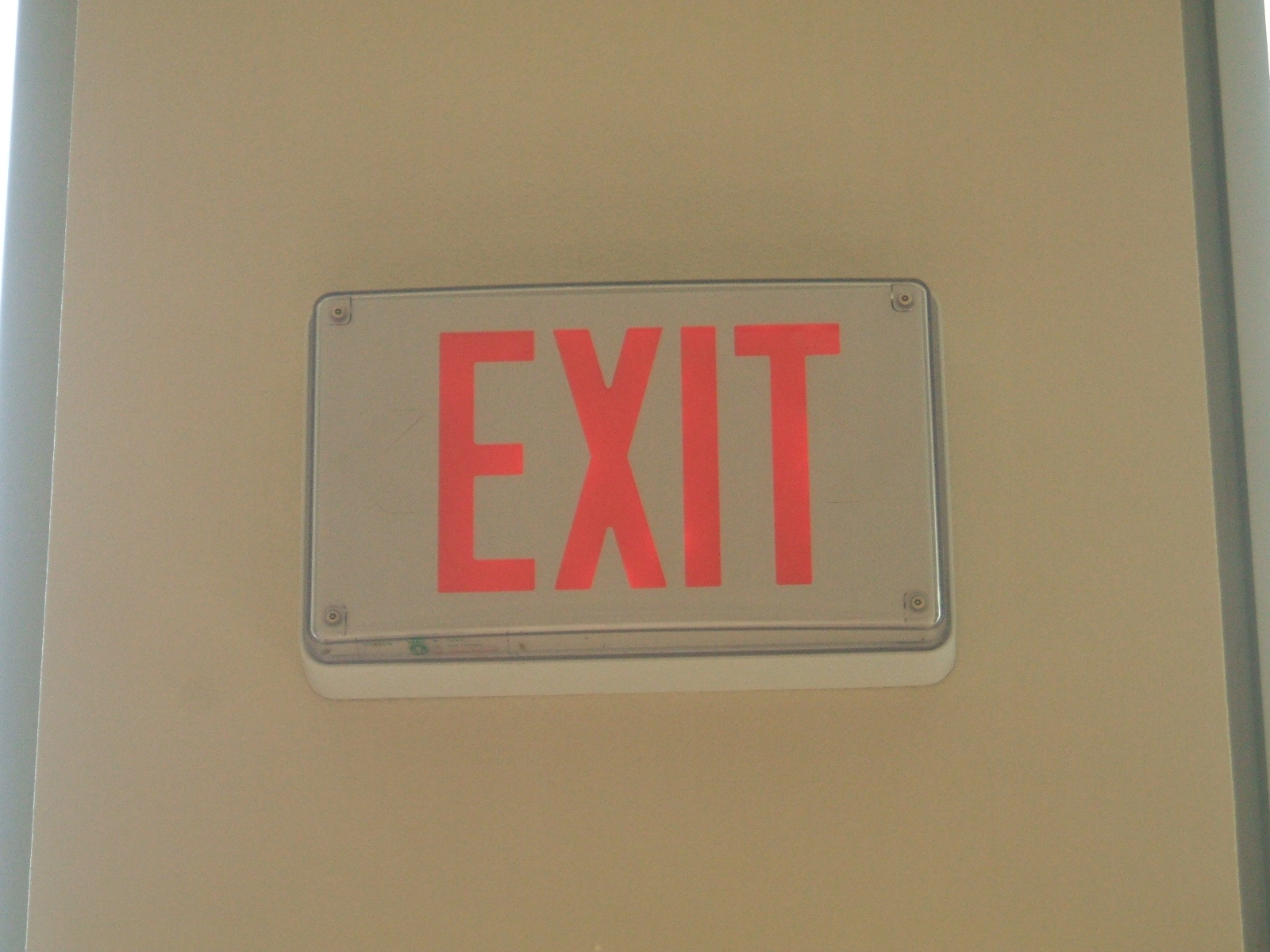
США
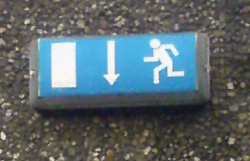
Германия
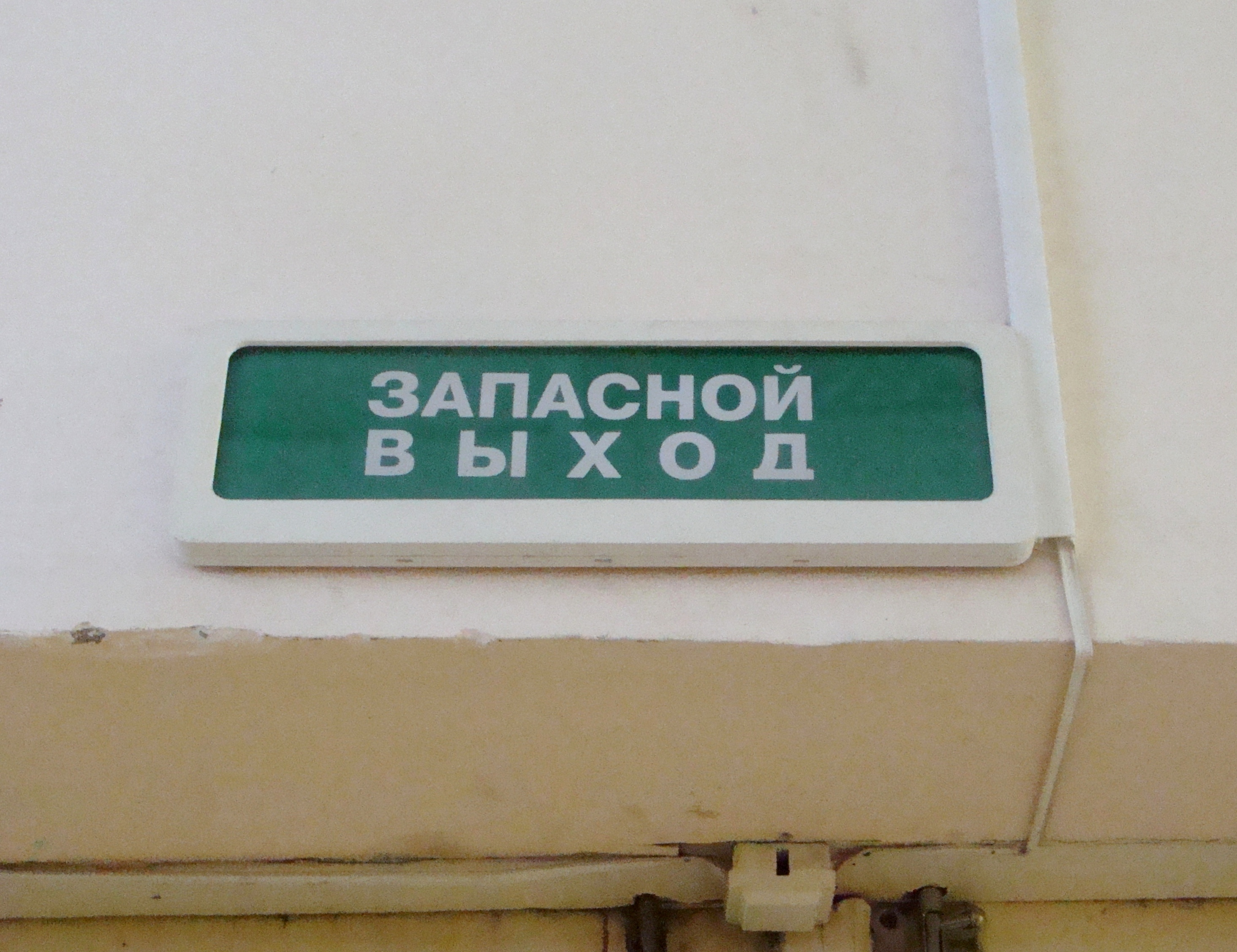
Россия. Знак "Запасной выход" (в ГОСТе — запасный)
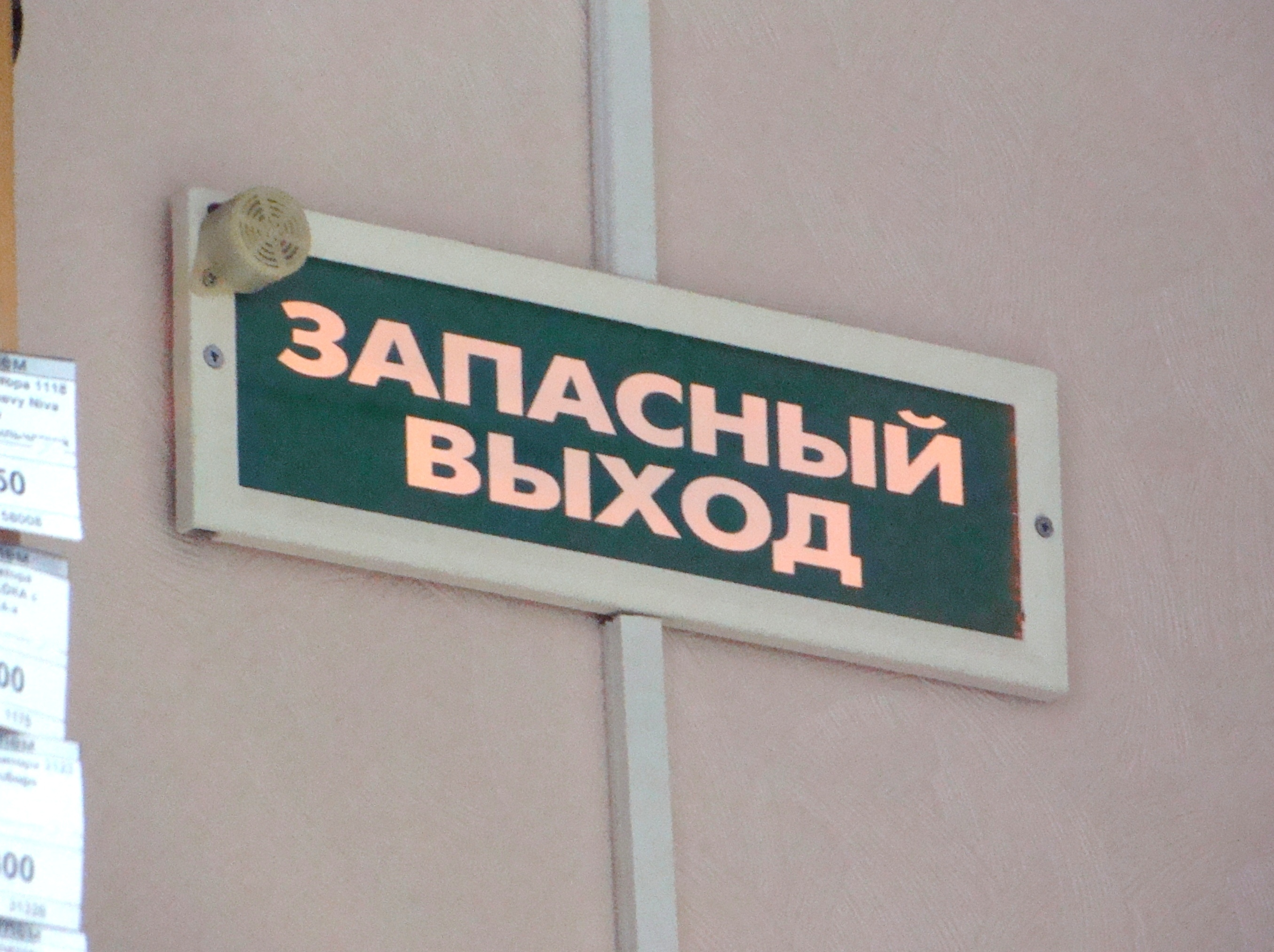
E23 Знак запасный выход.Россия
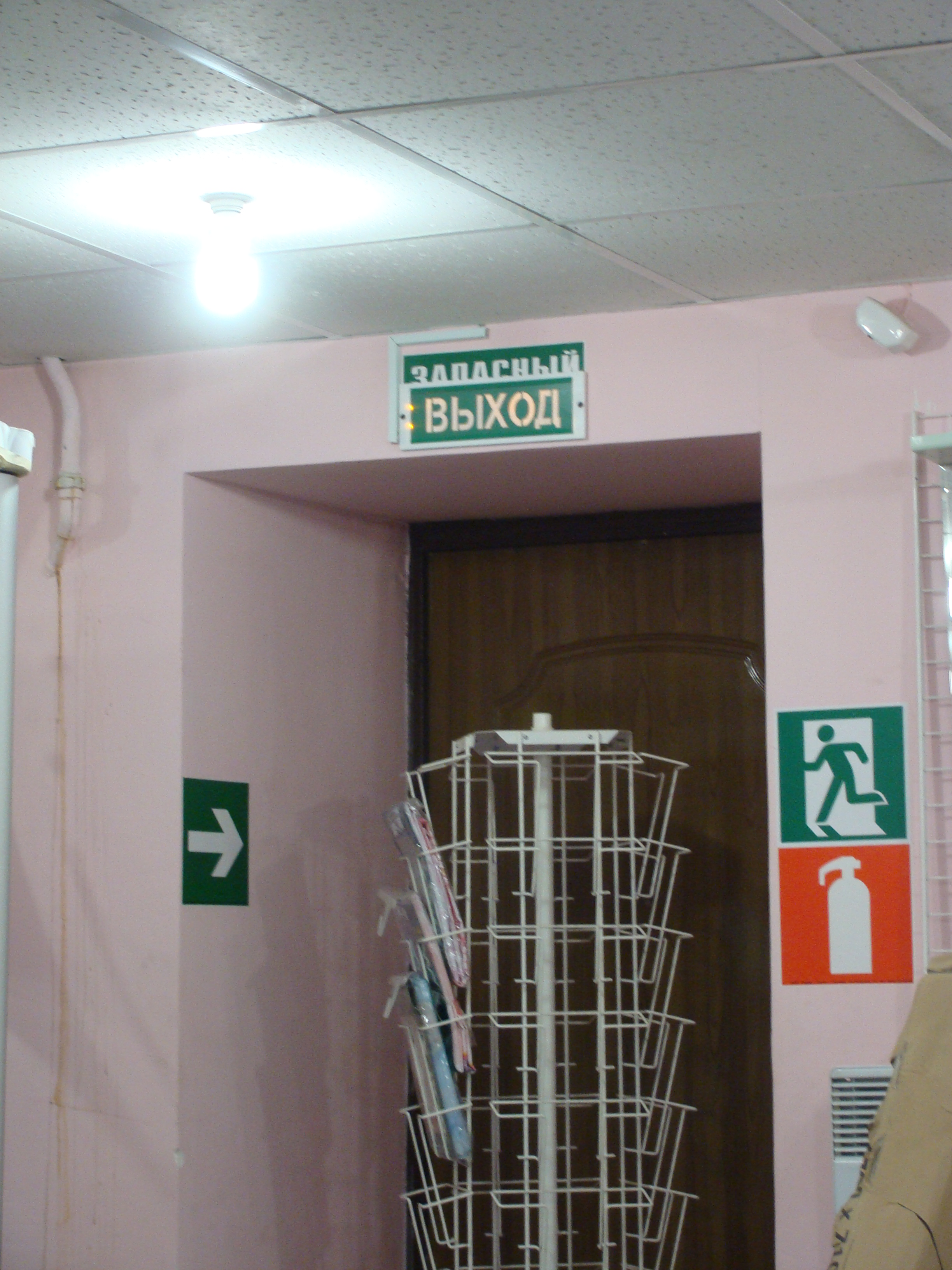
Россия. Знаки "Выход", "Запасный выход", "Выход здесь (левосторонний)", "Направляющая стрелка"
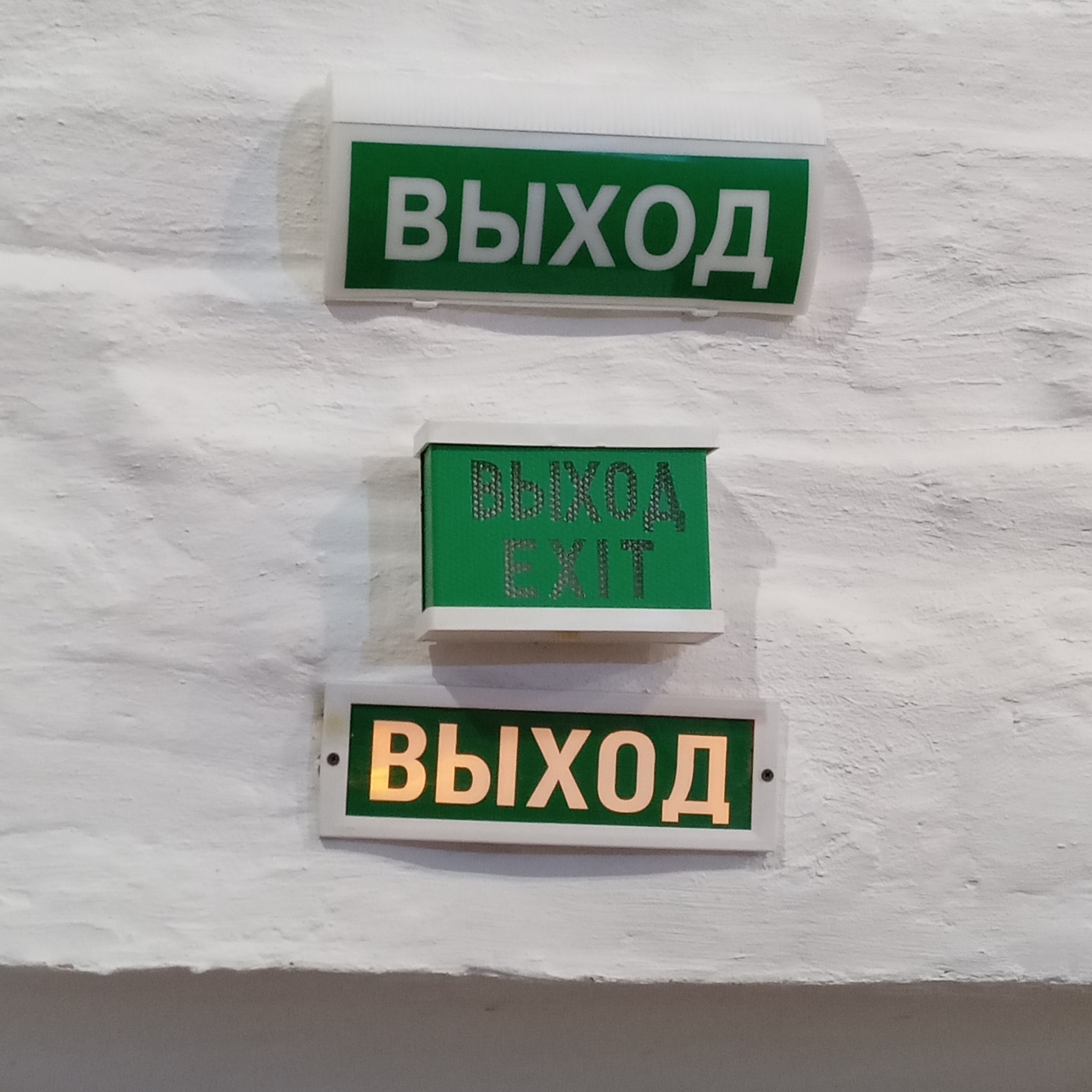
Гостиный двор (Архангельск). Знаки с подсветкой: с аккумулятором и управлением по радиоканалу, с питанием 220 В и аккумулятором, с питанием сверхнизким напряжением
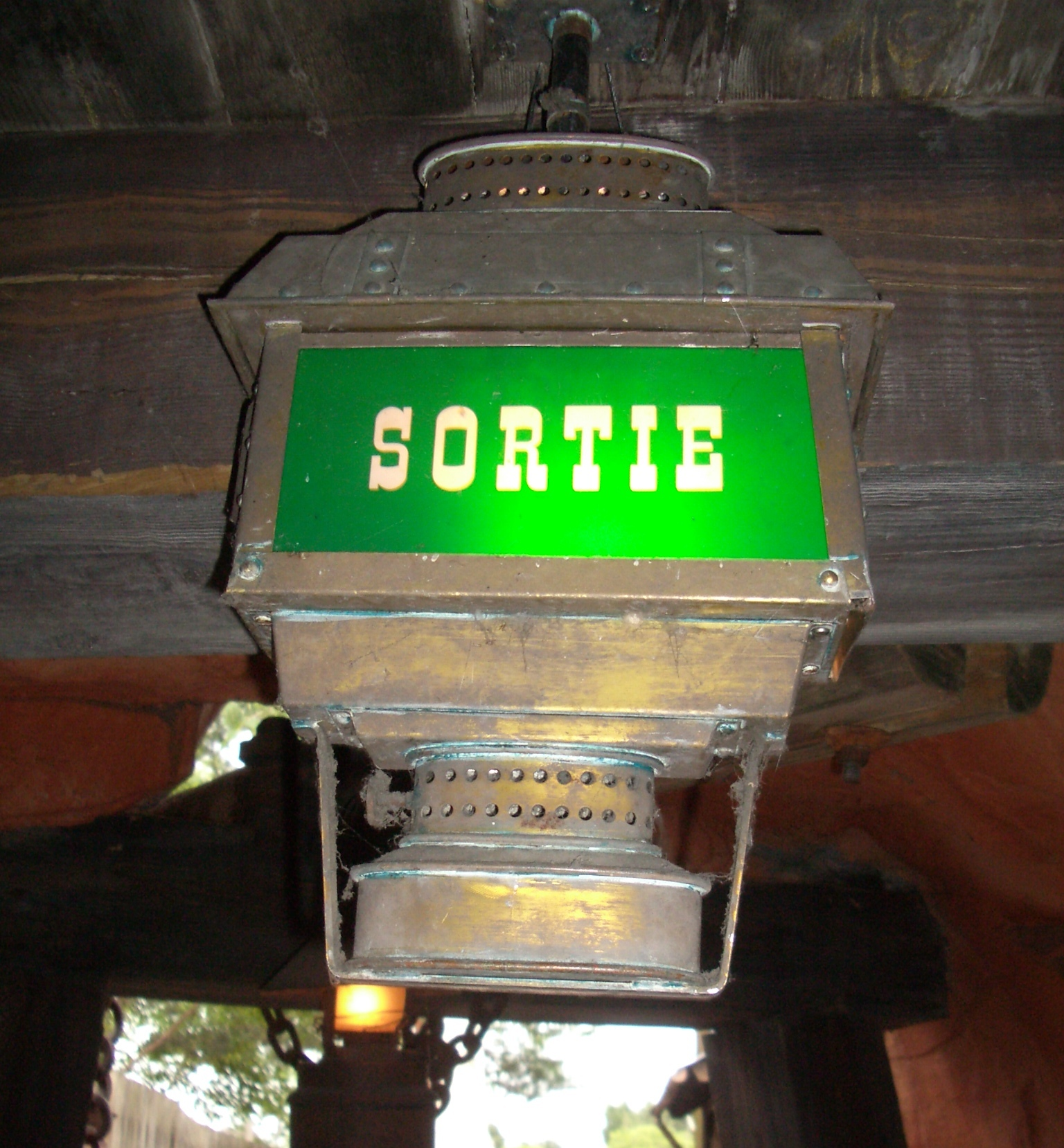
Парижский Диснейленд
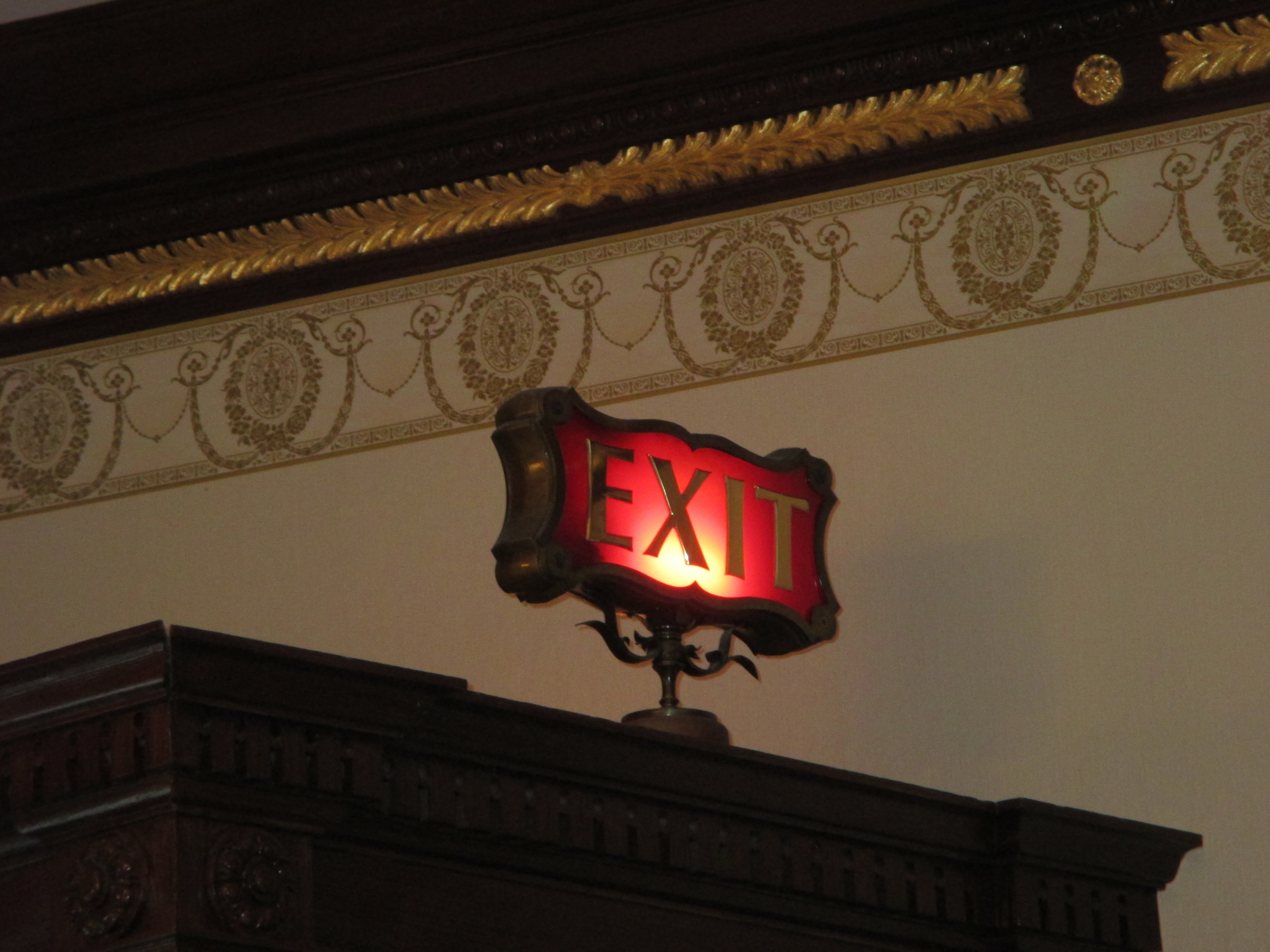
Американский Диснейленд
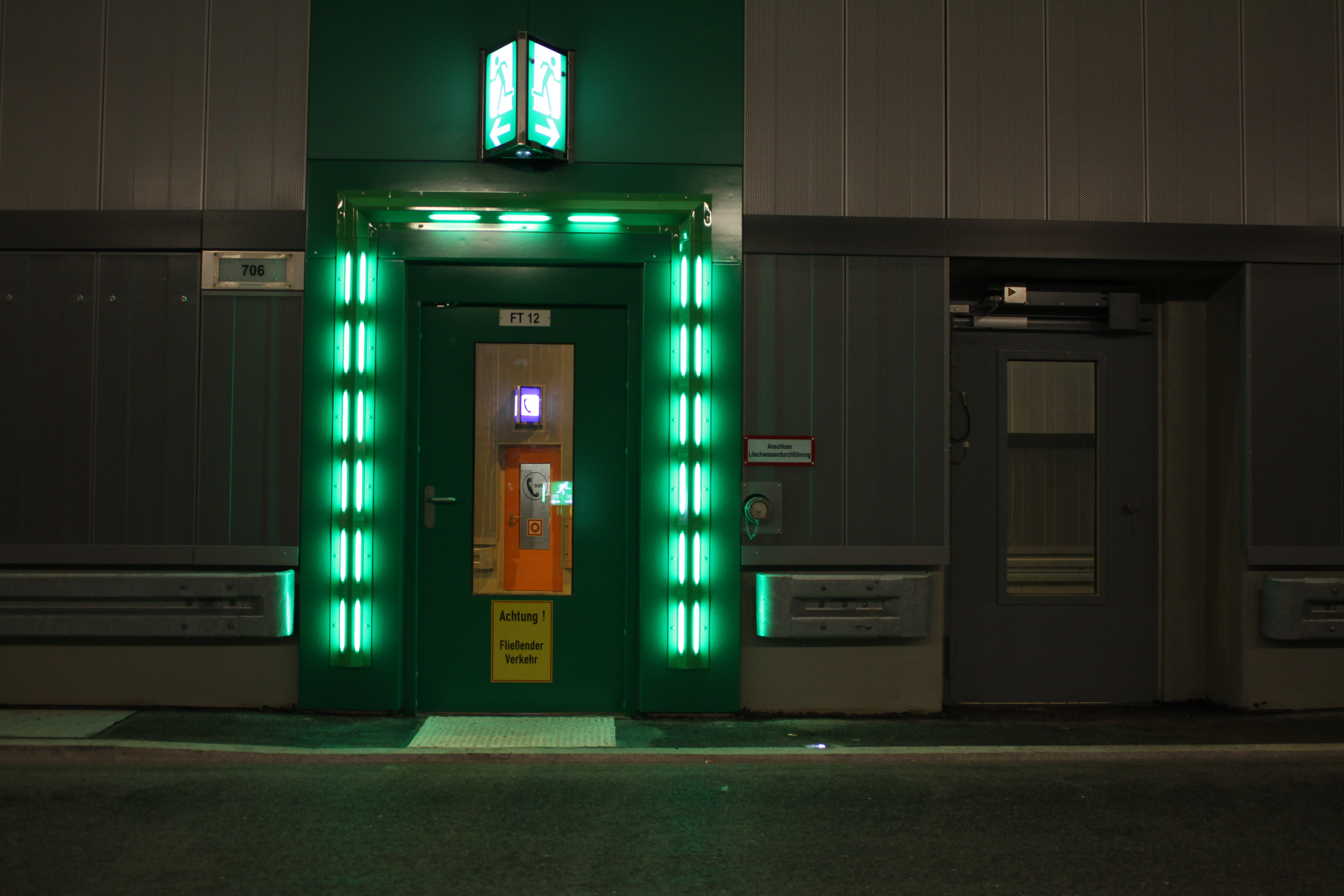
Мюнхен. Указатель выхода в автомобильном туннеле
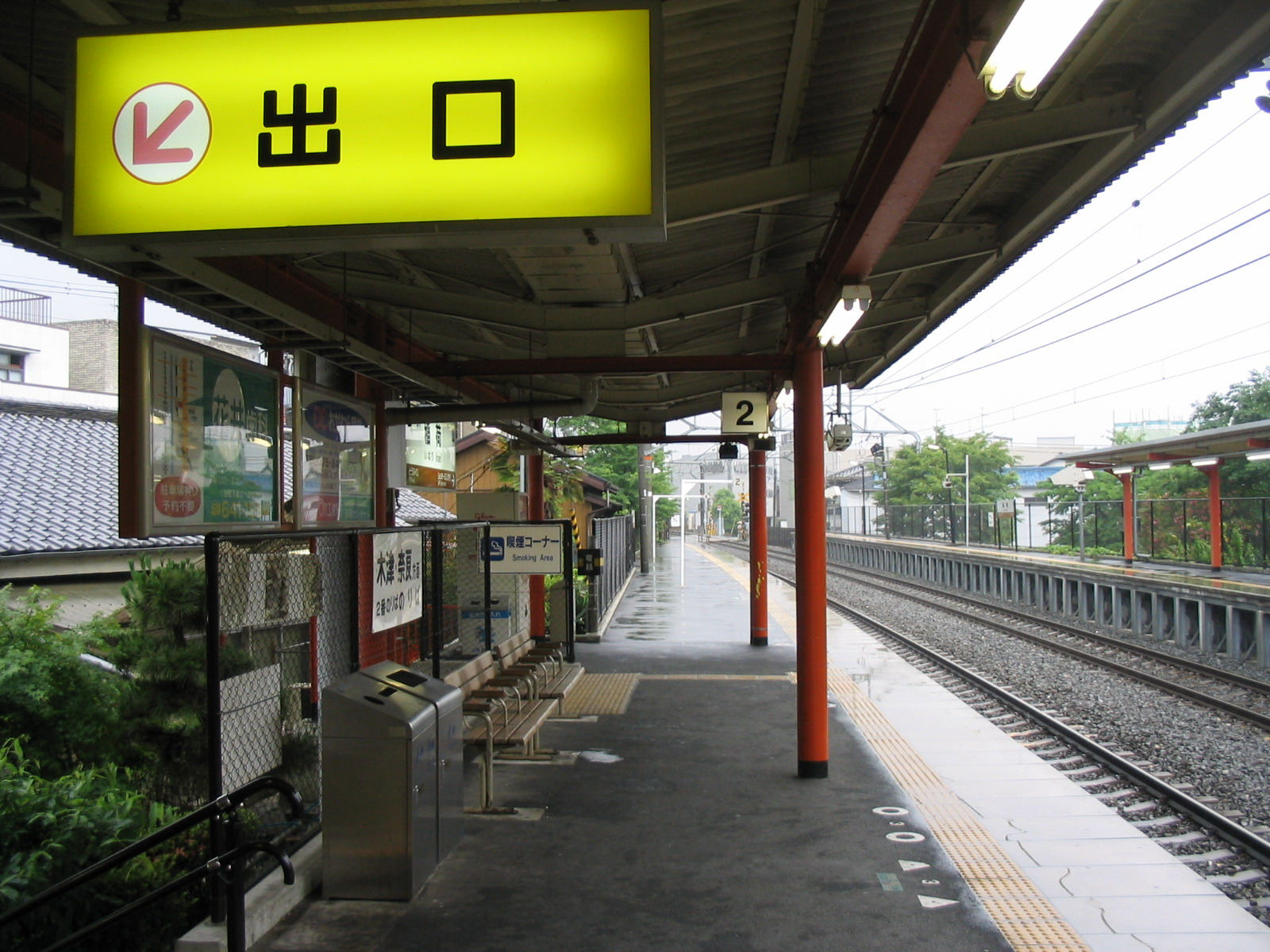
Япония
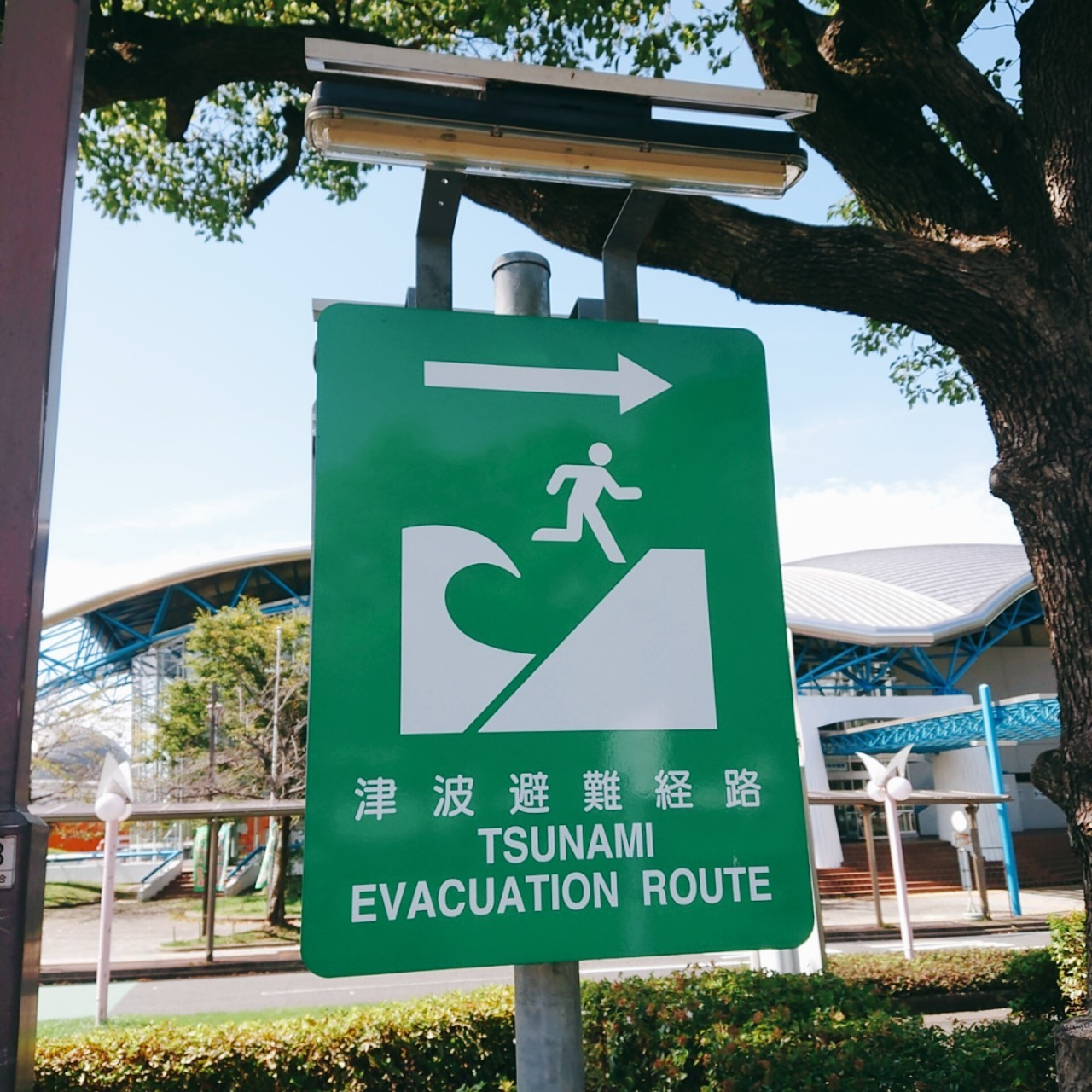
Япония, при угрозе цунами